# Desafío 2021: The Box
Desafío 2021: The Box es la decimoséptima temporada del reality show colombiano Desafío, producido y transmitido por Caracol Televisión.
En esta ocasión, nuevamente se cuenta con Andrea Serna como presentadora principal y con la ex-Señorita Colombia Daniella Álvarez en el rol de anfitriona especial, ambas llegando a su segunda participación como conductoras en este reality. Además, se tiene la presencia de Sebastián Martino, quien realiza la labor de juez en cada prueba.
Como dato adicional, un hombre y una mujer se alzarán con la victoria, y los premios a otorgar corresponderán a una suma de 800 000 000 Cop.

## Producción
La noticia sobre la realización del programa salió oficialmente a la luz durante la emisión del último episodio del Desafío 2019, cuando Andrea Serna mencionó que la producción se encontraba ideando lo que sería la siguiente temporada, contemplando la posibilidad de grabarla y transmitirla en vivo y en directo. De este modo, a principios de 2020, Caracol Televisión emitió los comunicados pertinentes y anunció la apertura de inscripciones para todas aquellas personas que quisieran representar a sus regiones. En ese momento, el canal se encontraba en las transmisiones de la tercera edición del talent show A otro nivel.
No obstante, debido a la emergencia sanitaria desencadenada a raíz de la pandemia de COVID-19, la producción tuvo que ser aplazada hasta nuevo aviso. En el mes de diciembre, mediante una rueda de medios, el Canal Caracol hizo público el hecho de que la nueva versión del Desafío ya estaba en proceso de creación. Además, argumentó que el reality tomaría por título The Box y sería filmado completamente en Colombia, para lo cual se construiría una ciudadela en medio de la selva. Se ha creado una estrategia que cuenta con espacios en los que se garantiza la seguridad y la salud tanto de los participantes como de los talentos y el equipo de producción. Esto fue gracias a que, durante cerca de tres meses se construyó una especie de burbuja en la que se controló el acceso a las locaciones y se realizaron constantes pruebas para descartar casos positivos.
Las pruebas son hechas y posteriormente ensayadas en el instante por varias personas, que a la vez garantizan sí éstas se realicen sean funcionales y sí no hay errores. Y en caso de que no le funcione algún aspecto, esto se evalúa con el equipo.
El Desafío se estrenó oficialmente el 15 de marzo de 2021.

## Formato
| \| \| \| |  |
| Coordenadas del sitio: 5°6′7″N 74°26′42″O / 5.10194, -74.44500 y la vista satelital del sitio: 28 de enero de 2021. Ubicación del complejo dónde se desarrolla el reality en la vereda Cañadas a cercanías al centro poblado de Tobia del municipio de Nimaima, Cundinamarca, Colombia. |  |
| |  |

En un principio, se pensaba que República Dominicana sería el país en el que se llevaría a cabo la competencia, debido a que allí se habían producido las ediciones de 2017, 2018 y 2019. Sin embargo, la crisis sanitaria por COVID-19, obligó al equipo de producción del reality a formular un nuevo plan para poder realizar el programa. De este modo, se llegó a la conclusión de que la mejor opción sería utilizar las locaciones paradisíacas de Colombia como epicentro para la grabación del formato, razón por la cual se comenzó la construcción de una ciudadela en medio de los ecosistemas selváticos del territorio nacional. Dicha ciudadela, creada en la vereda Cañadas, en el municipio de Nimaima, Cundinamarca, cerca al centro poblado de Tobia, Cundinamarca, (en el margen derecho del río Dulce ), contará con todos los protocolos de bioseguridad para mantener a los participantes y al equipo de producción sanos, teniendo en cuenta las implicaciones que tiene grabar en pandemia.
En las competencias se tuvo pensado que se enfrentarián los equipos de Amazónicos, Antioqueños, Cachacos, Cafeteros, Costeños, Llaneros, Pastusos, Santandereanos, Tolima Grande y Vallecaucanos; contando con la adición de una nueva región con desafiantes provenientes del departamento de Boyacá, quienes conformarián un grupo denominado "Boyacenses"; Sin embargo, se organizaron los equipos Alpha, Beta y Gamma por medio de un sistema "prueba-elección", en el que quién ganaba la prueba sería el primero en escoger quién era el siguiente integrante de su equipo, y finalmente una prueba individual que conformaría el equipo Omega, conformados por las mejores cuarto mujeres y cuatro hombres dentro de los participantes que no fueron elegidos que realizaran la prueba.
Esta vez, los concursantes no lucharán por ganar el mejor territorio, ya que todos llegarán a pequeñas Playas Altas, espacios con múltiples beneficios como camas, piscinas, un mercado completo en alimentos, servicios públicos, entre otros; todo esto para tener una placentera estadía. No obstante, cada vez que pierdan una competencia, tendrán que despedirse de algunos o todos los benefícios, alimentos y comodidades hasta convertirlas, poco a poco, en pequeñas Playas Bajas. Las competencias son distribuidas en 5 boxes, una por prueba.
Además, durante en las 1eras noches del todo el programa (en general), los televidentes pudieron interactuar con el Desafío para ganar mucho dinero. El primer paso fue inscribirse en la página del Desafío. Una vez realizado el proceso, obtuvierión la posibilidad de jugar y apoyar a su equipo favorito. Al día siguiente, en la emisión del programa Día a día, se elegía a un(a) televidente, entre los que apoyaron a los ganadores de la prueba, y éste se llevaba COL$ 5 000 000. En definitiva se mantuvo esta dinámica hasta en los inicios de la etapa 3.

## Participantes
| Etapa 5 | Etapa 5            | Etapa 5            | Etapa 5            | Etapa 5            | Etapa 5            | Etapa 5            | Etapa 5            | Etapa 5            | Etapa 5            | Etapa 5            | Etapa 5            | Etapa 5            | Etapa 5                                                                | Etapa 5 | Etapa 5                                                                                    | Etapa 5                |
| Puesto  | ParticipanteNota 6 | ParticipanteNota 6 | ParticipanteNota 6 | ParticipanteNota 6 | ParticipanteNota 6 | ParticipanteNota 6 | ParticipanteNota 6 | ParticipanteNota 6 | ParticipanteNota 6 | ParticipanteNota 6 | ParticipanteNota 6 | ParticipanteNota 6 | ParticipanteNota 6                                                     | Edad    | Resultado                                                                                  | Estadía (en capítulos) |
| ------- | ------------------ | ------------------ | ------------------ | ------------------ | ------------------ | ------------------ | ------------------ | ------------------ | ------------------ | ------------------ | ------------------ | ------------------ | ---------------------------------------------------------------------- | ------- | ------------------------------------------------------------------------------------------ | ---------------------- |
| 1/2     |                    |                    |                    |                    |                    |                    |                    |                    |                    |                    |                    |                    | 6 Paola SolanoNota 1 Fisicoculturismo.                                 | 33      | Ganadores del Desafío 2021.                                                                | Capítulo 78            |
| 1/2     |                    |                    |                    |                    |                    |                    |                    |                    |                    |                    |                    |                    | 6 Gonzalo Andrés Pinzón "Galo"Nota 4 Crossfit.                         | 29      | Ganadores del Desafío 2021.                                                                | Capítulo 78            |
| 3/4     |                    |                    |                    |                    |                    |                    |                    |                    |                    |                    |                    |                    | 6 Laura Jiménez MadridNota 3 Ciclomontañismo.                          | 28      | Finalistas del Desafío 2021.                                                               | Capítulo 78            |
| 3/4     |                    |                    |                    |                    |                    |                    |                    |                    |                    |                    |                    |                    | 6 Juan Manuel Gil Clavadista de altura.                                | 25      | Finalistas del Desafío 2021.                                                               | Capítulo 78            |
| 5/6     |                    |                    |                    |                    |                    |                    |                    |                    |                    |                    |                    |                    | 6 Óscar Muñoz "Olímpico"Nota 5 Taekwondo.                              | 28      | Semifinalistas Eliminados En prueba de agilidad, fuerza, resistencia, puntería y destreza. | Capítulo 77            |
| 5/6     |                    |                    |                    |                    |                    |                    |                    |                    |                    |                    |                    |                    | 6 Esteban Perdomo Calistenia.                                          | 25      | Semifinalistas Eliminados En prueba de agilidad, fuerza, resistencia, puntería y destreza. | Capítulo 77            |
| 7/8     |                    |                    |                    |                    |                    |                    |                    |                    |                    |                    |                    |                    | 6 Sonia Manjarrés Fisicoculturismo.                                    | 27      | Semifinalistas Eliminados En prueba de agilidad, fuerza, resistencia, puntería y destreza. | Capítulo 76            |
| 7/8     |                    |                    |                    |                    |                    |                    |                    |                    |                    |                    |                    |                    | 6 Melissa Chalare "Meli" Running.                                      | 27      | Semifinalistas Eliminados En prueba de agilidad, fuerza, resistencia, puntería y destreza. | Capítulo 76            |
| Etapa 4 |                    |                    |                    |                    |                    |                    |                    |                    |                    |                    |                    |                    |                                                                        |         |                                                                                            |                        |
| 9/10    |                    |                    |                    |                    |                    |                    |                    |                    |                    |                    |                    |                    | Andrés Felipe Ojeda "Pipe" Crossfit.                                   | 28      | 16.os Eliminados En prueba de agilidad, equilibrio y destreza.                             | Capítulo 75            |
| 9/10    |                    |                    |                    |                    |                    |                    |                    |                    |                    |                    |                    |                    | Karen Lorena Bayona Fisicoculturismo.                                  | 33      | 16.os Eliminados En prueba de agilidad, equilibrio y destreza.                             | Capítulo 75            |
| 11/12   |                    |                    |                    |                    |                    |                    |                    |                    |                    |                    |                    |                    | Cristian Alexander Acho Calistenia.                                    | 31      | 15.os Eliminados En prueba de fuerza, puntería y destreza.                                 | Capítulo 70            |
| 11/12   |                    |                    |                    |                    |                    |                    |                    |                    |                    |                    |                    |                    | María Camila Ospina Hockey subacuático.                                | 26      | 15.os Eliminados En prueba de fuerza, puntería y destreza.                                 | Capítulo 70            |
| 13/14   |                    |                    |                    |                    |                    |                    |                    |                    |                    |                    |                    |                    | Carlos Mario Pérez "Mono" Atletismo.                                   | 27      | 14.os Eliminados En prueba de resistencia, agilidad y destreza.                            | Capítulo 65            |
| 13/14   |                    |                    |                    |                    |                    |                    |                    |                    |                    |                    |                    |                    | Steffit Valencia "Tiffi" Crossfit.                                     | 30      | 14.os Eliminados En prueba de resistencia, agilidad y destreza.                            | Capítulo 65            |
| 15      |                    |                    |                    |                    |                    |                    |                    |                    |                    |                    |                    |                    | Jesús David Morales Lucha olímpica.                                    | 26      | Retirado Abandona por lesión.                                                              | Capítulo 65            |
| 16      |                    |                    |                    |                    |                    |                    |                    |                    |                    |                    |                    |                    | Ángela GonzálezNota 2 Crossfit.                                        | 31      | 13.va Eliminada En prueba de fuerza, equilibrio y precisión.                               | Capítulo 60            |
| 17      |                    |                    |                    |                    |                    |                    |                    |                    |                    |                    |                    |                    | Deiby Gómez "Dagómez" Crossfit.                                        | 39      | Retirado Abandona por lesión.                                                              | Capítulo 60            |
| 18      |                    |                    |                    |                    |                    |                    |                    |                    |                    |                    |                    |                    | Sofía Acosta Calistenia.                                               | 28      | Retirada Abandona por lesión.                                                              | Capítulo 57            |
| Etapa 3 |                    |                    |                    |                    |                    |                    |                    |                    |                    |                    |                    |                    |                                                                        |         |                                                                                            |                        |
| 19      |                    |                    |                    |                    |                    |                    |                    |                    |                    |                    |                    |                    | Ángela López Guarín "Tatica" Acondicionamiento físico.                 | 23      | 10.ma Eliminada En prueba de agilidad, concentración y fuerza.                             | Capítulo 44            |
| 20      |                    |                    |                    |                    |                    |                    |                    |                    |                    |                    |                    |                    | Juan David Zapata Waterpolo.                                           | 24      | 9.no Eliminado En prueba de agilidad, equilibrio, destreza y puntería.                     | Capítulo 56            |
| 21      |                    |                    |                    |                    |                    |                    |                    |                    |                    |                    |                    |                    | Karol Tatiana Zambrano Acondicionamiento físico.                       | 28      | 8.va Eliminada En prueba de fuerza, destreza y precisión.                                  | Capítulo 51            |
| 22      |                    |                    |                    |                    |                    |                    |                    |                    |                    |                    |                    |                    | Jhon Jairo Mosquera "Gago" Crossfit y Levantamiento olímpico de pesas. | 30      | 7.mo Eliminado En prueba de fuerza, resistencia y destreza.                                | Capítulo 36            |
| 23      |                    |                    |                    |                    |                    |                    |                    |                    |                    |                    |                    |                    | Laura Angarita Funcional.                                              | 21      | 6.ta Eliminada En prueba de fuerza y destreza.                                             | Capítulo 31            |
| 24      |                    |                    |                    |                    |                    |                    |                    |                    |                    |                    |                    |                    | Augusto Castro "Tin" Crossfit y BMX.                                   | 34      | 5.to Eliminado En prueba de agilidad, equilibrio y destreza.                               | Capítulo 21            |
| Etapa 2 |                    |                    |                    |                    |                    |                    |                    |                    |                    |                    |                    |                    |                                                                        |         |                                                                                            |                        |
| 25/26   |                    |                    |                    |                    |                    |                    |                    |                    |                    |                    |                    |                    | Yadira Castaño "Yatu" Crossfit.                                        | 28      | 4.os Eliminados En prueba de agilidad y destreza.                                          | Capítulo 15            |
| 25/26   |                    |                    |                    |                    |                    |                    |                    |                    |                    |                    |                    |                    | César José Romero "CJ" Jiu-jitsu.                                      | 26      | 4.os Eliminados En prueba de agilidad y destreza.                                          | Capítulo 15            |
| 27      |                    |                    |                    |                    |                    |                    |                    |                    |                    |                    |                    |                    | Carolina Cortés "Carito" Entrenamiento funcional.                      | 27      | Retirada Abandona por lesión.                                                              | Capítulo 14            |
| 28      |                    |                    |                    |                    |                    |                    |                    |                    |                    |                    |                    |                    | Óscar David Coime "Razza" Acrobacia.                                   | 26      | 3.er Eliminado En prueba de agilidad, puntería y destreza.                                 | Capítulo 10            |
| 29      |                    |                    |                    |                    |                    |                    |                    |                    |                    |                    |                    |                    | Gabriela Sánchez Atleta fitness.                                       | 29      | Retirada Abandona por lesión.                                                              | Capítulo 7             |
| 30      |                    |                    |                    |                    |                    |                    |                    |                    |                    |                    |                    |                    | Carlos Echeverri Fisicoculturismo.                                     | 23      | 2.do Eliminado En prueba de resistencia y precisión.                                       | Capítulo 7             |
| 31/32   |                    |                    |                    |                    |                    |                    |                    |                    |                    |                    |                    |                    | Vanessa Torres Atleta fitness.                                         | 28      | 1.os Eliminados En prueba de agilidad, equilibrio y precisión.                             | Capítulo 4             |
| 31/32   |                    |                    |                    |                    |                    |                    |                    |                    |                    |                    |                    |                    | Jonnathan Calderón "Tatán" Crossfit.                                   | 36      | 1.os Eliminados En prueba de agilidad, equilibrio y precisión.                             | Capítulo 4             |
| Etapa 1 |                    |                    |                    |                    |                    |                    |                    |                    |                    |                    |                    |                    |                                                                        |         |                                                                                            |                        |
| 33/47   |                    |                    |                    |                    |                    |                    |                    |                    |                    |                    |                    |                    | Fabio Eduardo Torres "Indio" Atletismo.                                | 30      | Eliminados                                                                                 | Capítulo 1             |
| 33/47   |                    |                    |                    |                    |                    |                    |                    |                    |                    |                    |                    |                    | Rodolfo Torres Ciclismo.                                               | 33      | Eliminados                                                                                 | Capítulo 1             |
| 33/47   |                    |                    |                    |                    |                    |                    |                    |                    |                    |                    |                    |                    | George Gutiérrez Atleta fitness.                                       | 26      | Eliminados                                                                                 | Capítulo 1             |
| 33/47   |                    |                    |                    |                    |                    |                    |                    |                    |                    |                    |                    |                    | Nina Yurany Melo Crossfit.                                             | 25      | Eliminados                                                                                 | Capítulo 1             |
| 33/47   |                    |                    |                    |                    |                    |                    |                    |                    |                    |                    |                    |                    | Diana Carolina Rey Atleta fitness.                                     | 29      | Eliminados                                                                                 | Capítulo 1             |
| 33/47   |                    |                    |                    |                    |                    |                    |                    |                    |                    |                    |                    |                    | John Ronin Bedoya Artes marciales mixtas.                              | 29      | Eliminados                                                                                 | Capítulo 1             |
| 33/47   |                    |                    |                    |                    |                    |                    |                    |                    |                    |                    |                    |                    | Carolina Giraldo Atleta fitness.                                       | 31      | Eliminados                                                                                 | Capítulo 1             |
| 33/47   |                    |                    |                    |                    |                    |                    |                    |                    |                    |                    |                    |                    | Luis Miguel Tibocha Bailarín.                                          | 30      | Eliminados                                                                                 | Capítulo 1             |
| 33/47   |                    |                    |                    |                    |                    |                    |                    |                    |                    |                    |                    |                    | Miguel David Assias "Velkam" Entrenador personal.                      | 27      | Eliminados                                                                                 | Capítulo 1             |
| 33/47   |                    |                    |                    |                    |                    |                    |                    |                    |                    |                    |                    |                    | María Clara Cortés Crossfit.                                           | 23      | Eliminados                                                                                 | Capítulo 1             |
| 33/47   |                    |                    |                    |                    |                    |                    |                    |                    |                    |                    |                    |                    | Jorge Luis Cáceres Franco Taekwondo.                                   | 31      | Eliminados                                                                                 | Capítulo 1             |
| 33/47   |                    |                    |                    |                    |                    |                    |                    |                    |                    |                    |                    |                    | Andrea Manjarrés Fisicoculturismo.                                     | 27      | Eliminados                                                                                 | Capítulo 1             |
| 33/47   |                    |                    |                    |                    |                    |                    |                    |                    |                    |                    |                    |                    | Mayeli Valencia Modelo fitness.                                        | 26      | Eliminados                                                                                 | Capítulo 1             |
| 33/47   |                    |                    |                    |                    |                    |                    |                    |                    |                    |                    |                    |                    | Juan José Lemos Atleta fitness.                                        | 33      | Eliminados                                                                                 | Capítulo 1             |
| 33/47   |                    |                    |                    |                    |                    |                    |                    |                    |                    |                    |                    |                    | Francisco Remolina "Cisko" Calistenia.                                 | 25      | Eliminados                                                                                 | Capítulo 1             |
| 48/52   |                    |                    |                    |                    |                    |                    |                    |                    |                    |                    |                    |                    | Ángel Jesús Arregoces Soldador y operador de maquinaria pesada.        | 29      | Eliminados Sin Cupo                                                                        | Capítulo 1             |
| 48/52   |                    |                    |                    |                    |                    |                    |                    |                    |                    |                    |                    |                    | Belmer Ospina "Be" Entrenador de crossfit.                             | 37      | Eliminados Sin Cupo                                                                        | Capítulo 1             |
| 48/52   |                    |                    |                    |                    |                    |                    |                    |                    |                    |                    |                    |                    | Clever Alejandro Vargas "Jichi" Deportes autóctonos.                   | 26      | Eliminados Sin Cupo                                                                        | Capítulo 1             |
| 48/52   |                    |                    |                    |                    |                    |                    |                    |                    |                    |                    |                    |                    | Jerry Karth Calistenia.                                                | 30      | Eliminados Sin Cupo                                                                        | Capítulo 1             |
| 48/52   |                    |                    |                    |                    |                    |                    |                    |                    |                    |                    |                    |                    | Mateo Carvajal Entrenamiento deportivo.                                | 29      | Eliminados Sin Cupo                                                                        | Capítulo 1             |

Notas
Leyenda
| - Día 1 Participante del equipo Amazónicos. Participante del equipo Antioqueños. Participante del equipo Boyacenses. Participante del equipo Cachacos. Participante del equipo Cafeteros. Participante del equipo Costeños. Participante del equipo Llaneros. Participante del equipo Pastusos. Participante del equipo Santandereanos. Participante del equipo Tolima Grande. Participante del equipo Vallecaucanos. Participante de temporadas anteriores. | - Desde el día 2 - Semana 4 Participante del equipo Alpha. Participante del equipo Beta. Participante del equipo Gamma. Participante del equipo Omega. | - Semana 5 - 12 Participante del equipo Alpha. Participante del equipo Beta. Participante del equipo Omega. | - Semana 13 - 16 Participante del equipo Alpha. Participante del equipo Beta. |

### Distribución de equipos
- Amazónicos: Provenientes de la Amazonía colombiana, es decir, de los departamentos de Amazonas, Putumayo, Caquetá, Guaviare, Vaupés y Guainía.
- Antioqueños: Provenientes del departamento de Antioquia.
- Boyacenses: Provenientes del departamento de Boyacá.
- Cachacos: Provenientes de la ciudad  de Bogotá, capital de Colombia, y sus alrededores (zona cundinamarquesa).
- Cafeteros: Provenientes del eje cafetero colombiano, conformado por los departamentos de Caldas, Risaralda y Quindio.
- Costeños: Provenientes de la costa Caribe colombiana, compuesta por los departamentos de Córdoba, Sucre, Cesar, Atlántico, Bolívar, Magdalena, La Guajira y el Archipiélago de San Andrés, Providencia y Santa Catalina.
- Llaneros: Provenientes de los llanos orientales colombianos, de los departamentos de Meta, Casanare, Arauca y Vichada.
- Pastusos: Provenientes del departamento de Nariño.
- Santandereanos: Provenientes de la región de los Santanderes, integrada por los departamentos de Santander y Norte de Santander.
- Tolima Grande: Provenientes de la región comprendida por los departamentos de Tolima y Huila.
- Vallecaucanos: Provenientes del Valle del Cauca, Cauca y Chocó.

| Etapa 1                      | Etapa 1                      | Etapa 1      |
| Equipos                      | Competidores                 | Competidores |
| ---------------------------- | ---------------------------- | ------------ |
| Amazónicos                   |                              |              |
| Ángela López Guarín "Tatica" | Yadira Castaño "Yatu"        |              |
| Cristian Alexander Acho      | Fabio Eduardo Torres         |              |
| Antioqueños                  |                              |              |
| Laura Jiménez Madrid         | Juan David Zapata            |              |
| María Camila Ospina          | Juan Manuel Gil              |              |
| Boyacenses                   |                              |              |
| Rodolfo Torres               | Laura Angarita               |              |
| George Gutiérrez             | Nina Yurany Melo             |              |
| Cachacos                     |                              |              |
| Diana Carolina Rey           | John Ronin Bedoya            |              |
| Sofía Acosta                 | Jonnathan Calderón "Tatán"   |              |
| Cafeteros                    |                              |              |
| Carolina Giraldo             | Carolina Cortés "Carito"     |              |
| Carlos Echeverri             | Luis Miguel Tibocha          |              |
| Costeños                     |                              |              |
| Steffit Valencia             | César José Romero            |              |
| Miguel David Assias "Velkam" | María Clara Cortés           |              |
| Llaneros                     |                              |              |
| Sonia Manjarrés              | Jorge Luis Cáceres Franco    |              |
| Andrea Manjarrés             | Gonzalo Andrés Pinzón "Galo" |              |
| Pastusos                     |                              |              |
| Mayeli Valencia              | Ángela González              |              |
| Jesús David Morales          | Juan José Lemos              |              |
| Santandereanos               |                              |              |
| Francisco Remolina "Cisko"   | Karen Lorena Bayona          |              |
| Vanessa Torres               | Andrés Felipe Ojeda "Pipe"   |              |
| Tolima Grande                |                              |              |
| Paola Solano                 | Karol Tatiana Zambrano       |              |
| Esteban Perdomo              | Carlos Mario Pérez "Mono"    |              |
| Vallecaucanos                |                              |              |
| Melissa Chalare              | Gabriela Sánchez             |              |
| Óscar David Coime "Razza"    | Deiby Gómez "Dagómez"        |              |
| Etapa 2                      |                              |              |
| Alpha                        |                              |              |
| Óscar Muñoz "Olímpico"       | César José Romero            |              |
| Laura Angarita               | Juan David Zapata            |              |
| Steffit Valencia             | Carolina Cortés "Carito"     |              |
| Carlos Mario Pérez "Mono"    | Gabriela Sánchez             |              |
| Paola Solano                 | Ángela González              |              |
| Beta                         |                              |              |
| Augusto Castro "Tin"         | María Camila Ospina          |              |
| Deiby Gómez "Dagómez"        | Yadira Castaño "Yatu"        |              |
| Juan Manuel Gil              | Esteban Perdomo              |              |
| Sonia Manjarrés              | Sofía Acosta                 |              |
| Gamma                        |                              |              |
| Jhon Jairo Mosquera "Gago"   | Óscar David Coime "Razza"    |              |
| Ángela González              | Cristian Alexander Acho      |              |
| Jesús David Morales          | Karol Tatiana Zambrano       |              |
| Melissa Chalare              | Vanessa Torres               |              |
| Omega                        |                              |              |
| Paola Solano                 | Karen Lorena Bayona          |              |
| Laura Jiménez Madrid         | Ángela López Guarín "Tatica" |              |
| Jonnathan Calderón "Tatán"   | Carlos Echeverri             |              |
| Gonzalo Andrés Pinzón "Galo" | Andrés Felipe Ojeda "Pipe"   |              |
| Etapa 3                      |                              |              |
| Alpha                        |                              |              |
| Óscar Muñoz "Olímpico"       | Juan David Zapata            |              |
| Steffit Valencia             | Carlos Mario Pérez "Mono"    |              |
| Paola Solano                 | Ángela González              |              |
| Jhon Jairo Mosquera "Gago"   | Karol Tatiana Zambrano       |              |
| Beta                         |                              |              |
| Augusto Castro "Tin"         | María Camila Ospina          |              |
| Deiby Gómez "Dagómez"        | Juan Manuel Gil              |              |
| Esteban Perdomo              | Sonia Manjarrés              |              |
| Sofía Acosta                 | Laura Angarita               |              |
| Omega                        |                              |              |
| Karen Lorena Bayona          | Laura Jiménez Madrid         |              |
| Ángela López Guarín "Tatica" | Gonzalo Andrés Pinzón "Galo" |              |
| Andrés Felipe Ojeda "Pipe"   | Cristian Alexander Acho      |              |
| Jesús David Morales          | Melissa Chalare              |              |
| Etapa 4                      |                              |              |
| Alpha                        |                              |              |
| Óscar Muñoz "Olímpico"       | Steffit Valencia             |              |
| Carlos Mario Pérez "Mono"    | Ángela González              |              |
| Sonia Manjarrés              | Cristian Alexander Acho      |              |
| Jesús David Morales          | Melissa Chalare              |              |
| Óscar Muñoz "Olímpico"       |                              |              |
| Beta                         |                              |              |
| María Camila Ospina          | Deiby Gómez "Dagómez"        |              |
| Juan Manuel Gil              | Esteban Perdomo              |              |
| Sofía Acosta                 | Paola Solano                 |              |
| Karen Lorena Bayona          | Andrés Felipe Ojeda "Pipe"   |              |
| Laura Jiménez Madrid         | Gonzalo Andrés Pinzón "Galo" |              |
| Etapa 5                      |                              |              |
| Fusión                       |                              |              |
| Sonia Manjarrés              | Melissa Chalare              |              |
| Óscar Muñoz "Olímpico"       | Juan Manuel Gil              |              |
| Esteban Perdomo              | Paola Solano                 |              |
| Laura Jiménez Madrid         | Gonzalo Andrés Pinzón "Galo" |              |

Leyenda
     Participante que pasa a la siguiente etapa.
     Participante eliminado(a).
     Participante que abandona por lesión.
     Participante eliminado(a) pero es reingresado(a).
     Participante eliminado(a) en la semifinal.
     Participante finalista.
     Participante ganador.

## Resultados generales
| Semana       | Semana       | Semana       | Semana       | Semana       | Semana       | Semana       | Semana       | Semana       | Semana       | Semana       | Semana       | Semana       | 1          | 1           | 2           | 3           | 3           | 4           | 4           | 5           | 6           | 7           | 8           | 9           | 10          | 11          | 12          | 13          | 13          | 14          | 14          | 15          | 16          | Semifinal  | Final      |
| Participante | Participante | Participante | Participante | Participante | Participante | Participante | Participante | Participante | Participante | Participante | Participante | Participante | Etapa 1    | Etapa 2     | Etapa 2     | Etapa 2     | Etapa 2     | Etapa 2     | Etapa 2     | Etapa 3     | Etapa 3     | Etapa 3     | Etapa 3     | Etapa 3     | Etapa 3     | Etapa 3     | Etapa 3     | Etapa 4     | Etapa 4     | Etapa 4     | Etapa 4     | Etapa 4     | Etapa 4     | Etapa 5    | Etapa 5    |
| ------------ | ------------ | ------------ | ------------ | ------------ | ------------ | ------------ | ------------ | ------------ | ------------ | ------------ | ------------ | ------------ | ---------- | ----------- | ----------- | ----------- | ----------- | ----------- | ----------- | ----------- | ----------- | ----------- | ----------- | ----------- | ----------- | ----------- | ----------- | ----------- | ----------- | ----------- | ----------- | ----------- | ----------- | ---------- | ---------- |
|              |              |              |              |              |              |              |              |              |              |              |              | Paola        | Avanza     | Sentenciada | Eliminada   | Regr.       | Sent.       | Continúa    | Continúa    | Continúa    | Continúa    | Continúa    | Sentenciada | Continúa    | Continúa    | Continúa    | Continúa    | Continúa    | Continúa    | Continúa    | Continúa    | Sentenciada | Sentenciada | Gana       | Ganadores  |
|              |              |              |              |              |              |              |              |              |              |              |              | Galo         | Avanza     | Sentenciado | Sentenciado | Continúa    | Continúa    | Continúa    | Continúa    | Continúa    | Continúa    | Continúa    | Continúa    | Sentenciado | Continúa    | Eliminado   |             | Regr.       | Cont.       | Continúa    | Continúa    | Continúa    | Continúa    | Gana       | Ganadores  |
|              |              |              |              |              |              |              |              |              |              |              |              | Madrid       | Avanza     | Sentenciada | Sentenciada | Continúa    | Continúa    | Continúa    | Continúa    | Continúa    | Continúa    | Continúa    | Continúa    | Continúa    | Continúa    | Continúa    | Eliminada   | Regr.       | Cont.       | Continúa    | Continúa    | Continúa    | Continúa    | Gana       | Finalistas |
|              |              |              |              |              |              |              |              |              |              |              |              | Juan Manuel  | Avanza     | Continúa    | Continúa    | Continúa    | Continúa    | Sentenciado | Sentenciado | Continúa    | Continúa    | Continúa    | Continúa    | Continúa    | Continúa    | Sentenciado | Continúa    | Sentenciado | Sentenciado | Continúa    | Continúa    | Continúa    | Continúa    | Gana       | Finalistas |
|              |              |              |              |              |              |              |              |              |              |              |              | Olímpico     | Avanza     | Continúa    | Continúa    | Continúa    | Continúa    | Continúa    | Continúa    | Continúa    | Continúa    | Sentenciado | Continúa    | Continúa    | Continúa    | Continúa    | Continúa    | Eliminado   | Eliminado   | Regr.       | Cont.       | Sentenciado | Sentenciado | Eliminados |            |
|              |              |              |              |              |              |              |              |              |              |              |              | Esteban      | Avanza     | Continúa    | Continúa    | Continúa    | Continúa    | Continúa    | Continúa    | Sentenciado | Continúa    | Sentenciado | Continúa    | Continúa    | Continúa    | Continúa    | Continúa    | Continúa    | Continúa    | Sentenciado | Sentenciado | Continúa    | Continúa    | Eliminados |            |
|              |              |              |              |              |              |              |              |              |              |              |              | Meli         | Avanza     | Continúa    | Continúa    | Continúa    | Continúa    | Continúa    | Continúa    | Continúa    | Sentenciada | Continúa    | Continúa    | Continúa    | Continúa    | Continúa    | Continúa    | Sentenciada | Sentenciada | Sentenciada | Sentenciada | Continúa    | Continúa    | Eliminados |            |
|              |              |              |              |              |              |              |              |              |              |              |              | Sonia        | Avanza     | Continúa    | Continúa    | Continúa    | Continúa    | Sentenciada | Sentenciada | Continúa    | Sentenciada | Continúa    | Continúa    | Continúa    | Continúa    | Continúa    | Continúa    | Continúa    | Continúa    | Continúa    | Continúa    | Continúa    | Continúa    | Eliminados |            |
|              |              |              |              |              |              |              |              |              |              |              |              | Pipe         | Avanza     | Sentenciado | Sentenciado | Continúa    | Continúa    | Continúa    | Continúa    | Continúa    | Continúa    | Continúa    | Continúa    | Sentenciado | Continúa    | Sentenciado | Continúa    | Continúa    | Continúa    | Continúa    | Continúa    | Continúa    | Eliminados  |            |            |
|              |              |              |              |              |              |              |              |              |              |              |              | Karen        | Avanza     | Sentenciada | Sentenciada | Continúa    | Continúa    | Continúa    | Continúa    | Continúa    | Continúa    | Continúa    | Sentenciada | Continúa    | Continúa    | Continúa    | Continúa    | Continúa    | Continúa    | Continúa    | Continúa    | Continúa    | Eliminados  |            |            |
|              |              |              |              |              |              |              |              |              |              |              |              | Acho         | Avanza     | Sentenciado | Continúa    | Continúa    | Continúa    | Continúa    | Continúa    | Sentenciado | Continúa    | Continúa    | Continúa    | Continúa    | Continúa    | Continúa    | Continúa    | Continúa    | Continúa    | Continúa    | Continúa    | Eliminados  |             |            |            |
|              |              |              |              |              |              |              |              |              |              |              |              | Cami         | Avanza     | Continúa    | Continúa    | Continúa    | Continúa    | Sentenciada | Sentenciada | Continúa    | Sentenciada | Continúa    | Continúa    | Continúa    | Sentenciada | Continúa    | Sentenciada | Continúa    | Continúa    | Continúa    | Continúa    | Eliminados  |             |            |            |
|              |              |              |              |              |              |              |              |              |              |              |              | Mono         | Avanza     | Continúa    | Continúa    | Sentenciado | Sentenciado | Continúa    | Continúa    | Continúa    | Continúa    | Sentenciado | Continúa    | Sentenciado | Continúa    | Continúa    | Continúa    | Continúa    | Continúa    | Eliminados  | Eliminados  |             |             |            |            |
|              |              |              |              |              |              |              |              |              |              |              |              | Tiffi        | Avanza     | Continúa    | Continúa    | Continúa    | Continúa    | Sentenciada | Sentenciada | Continúa    | Continúa    | Continúa    | Sentenciada | Continúa    | Continúa    | Continúa    | Continúa    | Continúa    | Continúa    | Eliminados  | Eliminados  |             |             |            |            |
|              |              |              |              |              |              |              |              |              |              |              |              | Morales      | Avanza     | Continúa    | Sentenciado | Continúa    | Continúa    | Continúa    | Continúa    | Sentenciado | Continúa    | Continúa    | Continúa    | Continúa    | Continúa    | Continúa    | Continúa    | Continúa    | Continúa    | Retirado    | Retirado    |             |             |            |            |
|              |              |              |              |              |              |              |              |              |              |              |              | Ángela       | Avanza     | Continúa    | Continúa    | Eliminada   | Eliminada   | Regr.       | Cont.       | Continúa    | Continúa    | Continúa    | Continúa    | Continúa    | Sentenciada | Continúa    | Sentenciada | Eliminada   | Eliminada   |             |             |             |             |            |            |
|              |              |              |              |              |              |              |              |              |              |              |              | Dagómez      | Avanza     | Continúa    | Continúa    | Continúa    | Continúa    | Sentenciado | Sentenciado | Continúa    | Continúa    | Continúa    | Continúa    | Continúa    | Continúa    | Sentenciado | Continúa    | Retirados   | Retirados   |             |             |             |             |            |            |
|              |              |              |              |              |              |              |              |              |              |              |              | Sofía        | Avanza     | Continúa    | Continúa    | Sentenciada | Sentenciada | Continúa    | Continúa    | Continúa    | Continúa    | Continúa    | Continúa    | Continúa    | Sentenciada | Continúa    | Sentenciada | Retirados   | Retirados   |             |             |             |             |            |            |
|              |              |              |              |              |              |              |              |              |              |              |              | Tatica       | Avanza     | Salvada     | Sentenciada | Continúa    | Continúa    | Continúa    | Continúa    | Continúa    | Continúa    | Continúa    | Continúa    | Continúa    | Eliminada   |             |             |             |             |             |             |             |             |            |            |
|              |              |              |              |              |              |              |              |              |              |              |              | Juan David   | Avanza     | Continúa    | Continúa    | Continúa    | Continúa    | Continúa    | Continúa    | Continúa    | Continúa    | Continúa    | Continúa    | Eliminado   |             |             |             |             |             |             |             |             |             |            |            |
|              |              |              |              |              |              |              |              |              |              |              |              | Karol        | Avanza     | Continúa    | Continúa    | Continúa    | Continúa    | Continúa    | Continúa    | Continúa    | Continúa    | Continúa    | Eliminada   |             |             |             |             |             |             |             |             |             |             |            |            |
|              |              |              |              |              |              |              |              |              |              |              |              | Gago         | Avanza     | Continúa    | Continúa    | Continúa    | Continúa    | Continúa    | Continúa    | Continúa    | Continúa    | Eliminado   |             |             |             |             |             |             |             |             |             |             |             |            |            |
|              |              |              |              |              |              |              |              |              |              |              |              | Lau          | Avanza     | Continúa    | Continúa    | Continúa    | Continúa    | Continúa    | Continúa    | Continúa    | Eliminada   |             |             |             |             |             |             |             |             |             |             |             |             |            |            |
|              |              |              |              |              |              |              |              |              |              |              |              | Tin          | Avanza     | Continúa    | Continúa    | Sentenciado | Sentenciado | Sentenciado | Sentenciado | Eliminado   |             |             |             |             |             |             |             |             |             |             |             |             |             |            |            |
|              |              |              |              |              |              |              |              |              |              |              |              | Yatu         | Avanza     | Continúa    | Continúa    | Continúa    | Continúa    | Eliminados  | Eliminados  |             |             |             |             |             |             |             |             |             |             |             |             |             |             |            |            |
|              |              |              |              |              |              |              |              |              |              |              |              | CJ           | Avanza     | Continúa    | Continúa    | Sentenciado | Sentenciado | Eliminados  | Eliminados  |             |             |             |             |             |             |             |             |             |             |             |             |             |             |            |            |
|              |              |              |              |              |              |              |              |              |              |              |              | Carito       | Avanza     | Continúa    | Continúa    | Sentenciada | Sentenciada | Retirada    | Retirada    |             |             |             |             |             |             |             |             |             |             |             |             |             |             |            |            |
|              |              |              |              |              |              |              |              |              |              |              |              | Razza        | Avanza     | Continúa    | Continúa    | Eliminado   | Eliminado   |             |             |             |             |             |             |             |             |             |             |             |             |             |             |             |             |            |            |
|              |              |              |              |              |              |              |              |              |              |              |              | Gaby         | Avanza     | Continúa    | Continúa    | Retirada    | Retirada    |             |             |             |             |             |             |             |             |             |             |             |             |             |             |             |             |            |            |
|              |              |              |              |              |              |              |              |              |              |              |              | Carlos       | Avanza     | Salvado     | Eliminado   |             |             |             |             |             |             |             |             |             |             |             |             |             |             |             |             |             |             |            |            |
|              |              |              |              |              |              |              |              |              |              |              |              | Vane         | Avanza     | Eliminados  |             |             |             |             |             |             |             |             |             |             |             |             |             |             |             |             |             |             |             |            |            |
|              |              |              |              |              |              |              |              |              |              |              |              | Tatán        | Avanza     | Eliminados  |             |             |             |             |             |             |             |             |             |             |             |             |             |             |             |             |             |             |             |            |            |
|              |              |              |              |              |              |              |              |              |              |              |              | Indio        | Eliminados |             |             |             |             |             |             |             |             |             |             |             |             |             |             |             |             |             |             |             |             |            |            |
| Rodo         |              |              |              |              |              |              |              |              |              |              |              |              | Eliminados |             |             |             |             |             |             |             |             |             |             |             |             |             |             |             |             |             |             |             |             |            |            |
| George       |              |              |              |              |              |              |              |              |              |              |              |              | Eliminados |             |             |             |             |             |             |             |             |             |             |             |             |             |             |             |             |             |             |             |             |            |            |
| Nina         |              |              |              |              |              |              |              |              |              |              |              |              | Eliminados |             |             |             |             |             |             |             |             |             |             |             |             |             |             |             |             |             |             |             |             |            |            |
| Diana        |              |              |              |              |              |              |              |              |              |              |              |              | Eliminados |             |             |             |             |             |             |             |             |             |             |             |             |             |             |             |             |             |             |             |             |            |            |
| Ronin        |              |              |              |              |              |              |              |              |              |              |              |              | Eliminados |             |             |             |             |             |             |             |             |             |             |             |             |             |             |             |             |             |             |             |             |            |            |
| Carolina G.  |              |              |              |              |              |              |              |              |              |              |              |              | Eliminados |             |             |             |             |             |             |             |             |             |             |             |             |             |             |             |             |             |             |             |             |            |            |
| Tibocha      |              |              |              |              |              |              |              |              |              |              |              |              | Eliminados |             |             |             |             |             |             |             |             |             |             |             |             |             |             |             |             |             |             |             |             |            |            |
| Velkam       |              |              |              |              |              |              |              |              |              |              |              |              | Eliminados |             |             |             |             |             |             |             |             |             |             |             |             |             |             |             |             |             |             |             |             |            |            |
| Clara        |              |              |              |              |              |              |              |              |              |              |              |              | Eliminados |             |             |             |             |             |             |             |             |             |             |             |             |             |             |             |             |             |             |             |             |            |            |
| Franco       |              |              |              |              |              |              |              |              |              |              |              |              | Eliminados |             |             |             |             |             |             |             |             |             |             |             |             |             |             |             |             |             |             |             |             |            |            |
| Andrea       |              |              |              |              |              |              |              |              |              |              |              |              | Eliminados |             |             |             |             |             |             |             |             |             |             |             |             |             |             |             |             |             |             |             |             |            |            |
| Maye         |              |              |              |              |              |              |              |              |              |              |              |              | Eliminados |             |             |             |             |             |             |             |             |             |             |             |             |             |             |             |             |             |             |             |             |            |            |
| Juanjo       |              |              |              |              |              |              |              |              |              |              |              |              | Eliminados |             |             |             |             |             |             |             |             |             |             |             |             |             |             |             |             |             |             |             |             |            |            |
| Cisko        |              |              |              |              |              |              |              |              |              |              |              |              | Eliminados |             |             |             |             |             |             |             |             |             |             |             |             |             |             |             |             |             |             |             |             |            |            |
|              |              |              |              |              |              |              |              |              |              |              |              | Ángel        | Sin Cupo   |             |             |             |             |             |             |             |             |             |             |             |             |             |             |             |             |             |             |             |             |            |            |
| Be           |              |              |              |              |              |              |              |              |              |              |              |              | Sin Cupo   |             |             |             |             |             |             |             |             |             |             |             |             |             |             |             |             |             |             |             |             |            |            |
| Jerry        |              |              |              |              |              |              |              |              |              |              |              |              | Sin Cupo   |             |             |             |             |             |             |             |             |             |             |             |             |             |             |             |             |             |             |             |             |            |            |
| Jichi        |              |              |              |              |              |              |              |              |              |              |              |              | Sin Cupo   |             |             |             |             |             |             |             |             |             |             |             |             |             |             |             |             |             |             |             |             |            |            |
| Mateo        |              |              |              |              |              |              |              |              |              |              |              |              | Sin Cupo   |             |             |             |             |             |             |             |             |             |             |             |             |             |             |             |             |             |             |             |             |            |            |

Leyenda
| Color | Significado |
| ----- | --- |
|       | • El participante gana el Desafío de Capitanes y se convierte en capitán de alguno de los tres equipos originales.                                                                  |
|       | • El participante es elegido para formar parte de alguno de los tres equipos originales.                                                                                            |
|       | • El participante no es elegido para formar parte de ninguno de los tres equipos originales, por lo que se enfrenta al Desafío de Permanencia para ganar un cupo en la competencia. |
|       | • El participante es nominado a Desafío a Muerte por el equipo ganador del Desafío de Sentencia.                                                                                    |
|       | • El participante es sentenciado a Desafío a Muerte, pero se salva de asistir a la prueba gracias a que otro equipo cometió una falta.                                              |
|       | • El participante es sentenciado a Desafío a Muerte debido a que su equipo violentó las reglas del juego.                                                                           |
|       | • El participante no es sentenciado a lo largo de la semana, por lo tanto, avanza al siguiente ciclo.                                                                               |
|       | • El participante abandona por lesión. |
|       | • El participante regresa en reemplazo de un participante retirado. |
|       | • El participante queda eliminado del programa. |
|       | • El participante pierde el Desafío de Capitanes y es eliminado de la competencia al no obtener un cupo.                                                                            |
|       | • El participante gana la prueba de la semifinal y se mantiene en competencia. |
|       | • El participante es finalista de la competencia. |
|       | • El participante es el ganador de la competencia. |

## Competencias

### Desafío de Capitanes
La primera prueba de este tipo fue realizada al inicio de la competencia y reunió a los ganadores y finalistas de todas las ediciones del Desafío en su formato Súper Humanos, es decir, desde la temporada de 2016 en adelante. Los tres primeros participantes en completar la pista se convirtieron en capitanes de los equipos que estaban a punto de formarse: Alpha, Beta y Gamma.
Luego de esta fase del programa, el Desafío de Capitanes comenzó a ser realizado al inicio de cada etapa. En él, cada grupo escoge un representante, el cual adquiere la responsabilidad de no ocupar el último lugar en la prueba, con el objetivo de evitar la caída de su escudo y la desaparición de su bandera.
| Etapa 1 | Etapa 1                | Etapa 1                | Etapa 1                | Etapa 1                | Etapa 1                | Etapa 1                    | Etapa 1                    | Etapa 1                    | Etapa 1                    | Etapa 1                    | Etapa 1                | Etapa 1                | Etapa 1                    | Etapa 1                    | Etapa 1                    | Etapa 1                    | Etapa 1                    | Etapa 1                    | Etapa 1                | Etapa 1                | Etapa 1                | Etapa 1                | Etapa 1                | Etapa 1                | Etapa 1              | Etapa 1              | Etapa 1                    |
| Sem.    | Súper Humanos          | Súper Humanos          | Súper Humanos          | Súper Humanos          | Súper Humanos          | Súper Humanos              | Súper Humanos              | Súper Humanos              | Súper Humanos              | Súper Humanos              | Súper Humanos          | Súper Humanos          | Súper Humanos              | Súper Humanos              | Súper Humanos              | Súper Humanos              | Súper Humanos              | Súper Humanos              | Súper Humanos          | Súper Humanos          | Ganadores              | Ganadores              | Ganadores              | Ganadores              | Ganadores            | Ganadores            | Ganadores                  |
| ------- | ---------------------- | ---------------------- | ---------------------- | ---------------------- | ---------------------- | -------------------------- | -------------------------- | -------------------------- | -------------------------- | -------------------------- | ---------------------- | ---------------------- | -------------------------- | -------------------------- | -------------------------- | -------------------------- | -------------------------- | -------------------------- | ---------------------- | ---------------------- | ---------------------- | ---------------------- | ---------------------- | ---------------------- | -------------------- | -------------------- | -------------------------- |
| 1       | Ángel Jesús Arregoces  | Ángel Jesús Arregoces  | Ángel Jesús Arregoces  | Ángel Jesús Arregoces  | Ángel Jesús Arregoces  | Mateo Carvajal             | Mateo Carvajal             | Mateo Carvajal             | Mateo Carvajal             | Mateo Carvajal             | Óscar Muñoz "Olímpico" | Óscar Muñoz "Olímpico" | Óscar Muñoz "Olímpico"     | Óscar Muñoz "Olímpico"     | Óscar Muñoz "Olímpico"     | Jerry Karth                | Jerry Karth                | Jerry Karth                | Jerry Karth            | Jerry Karth            | Óscar Muñoz "Olímpico" | Óscar Muñoz "Olímpico" | Óscar Muñoz "Olímpico" | Augusto Castro "Tin"   | Augusto Castro "Tin" | Augusto Castro "Tin" | Jhon Jairo Mosquera "Gago" |
| 1       | Augusto Castro "Tin"   | Augusto Castro "Tin"   | Augusto Castro "Tin"   | Augusto Castro "Tin"   | Augusto Castro "Tin"   | Jhon Jairo Mosquera "Gago" | Jhon Jairo Mosquera "Gago" | Jhon Jairo Mosquera "Gago" | Jhon Jairo Mosquera "Gago" | Jhon Jairo Mosquera "Gago" | Belmer Ospina "Be"     | Belmer Ospina "Be"     | Belmer Ospina "Be"         | Belmer Ospina "Be"         | Belmer Ospina "Be"         | Clever Vargas "Jichi"      | Clever Vargas "Jichi"      | Clever Vargas "Jichi"      | Clever Vargas "Jichi"  | Clever Vargas "Jichi"  | Óscar Muñoz "Olímpico" | Óscar Muñoz "Olímpico" | Óscar Muñoz "Olímpico" | Augusto Castro "Tin"   | Augusto Castro "Tin" | Augusto Castro "Tin" | Jhon Jairo Mosquera "Gago" |
| Etapa 3 |                        |                        |                        |                        |                        |                            |                            |                            |                            |                            |                        |                        |                            |                            |                            |                            |                            |                            |                        |                        |                        |                        |                        |                        |                      |                      |                            |
| Sem.    | Representante Alpha    | Representante Alpha    | Representante Alpha    | Representante Alpha    | Representante Alpha    | Representante Beta         | Representante Beta         | Representante Beta         | Representante Beta         | Representante Beta         | Representante Gamma    | Representante Gamma    | Representante Gamma        | Representante Gamma        | Representante Gamma        | Representante Omega        | Representante Omega        | Representante Omega        | Representante Omega    | Representante Omega    | Ganadora               | Ganadora               | Ganadora               | Ganadora               | Ganadora             | Equipo Eliminado     | Equipo Eliminado           |
| 5       | Paola Solano           | Paola Solano           | Paola Solano           | Paola Solano           | Paola Solano           | María Camila Ospina        | María Camila Ospina        | María Camila Ospina        | María Camila Ospina        | María Camila Ospina        | Melissa Chalare        | Melissa Chalare        | Melissa Chalare            | Melissa Chalare            | Melissa Chalare            | Karen Lorena Bayona        | Karen Lorena Bayona        | Karen Lorena Bayona        | Karen Lorena Bayona    | Karen Lorena Bayona    | Karen Lorena Bayona    | Karen Lorena Bayona    | Karen Lorena Bayona    | Karen Lorena Bayona    | Karen Lorena Bayona  | Gamma                | Gamma                      |
| Etapa 4 |                        |                        |                        |                        |                        |                            |                            |                            |                            |                            |                        |                        |                            |                            |                            |                            |                            |                            |                        |                        |                        |                        |                        |                        |                      |                      |                            |
| Sem.    | Representante Alpha    | Representante Alpha    | Representante Alpha    | Representante Alpha    | Representante Alpha    | Representante Alpha        | Representante Beta         | Representante Beta         | Representante Beta         | Representante Beta         | Representante Beta     | Representante Beta     | Representante Omega        | Representante Omega        | Representante Omega        | Representante Omega        | Representante Omega        | Representante Omega        | Ganador                | Ganador                | Ganador                | Ganador                | Ganador                | Ganador                | Equipo Eliminado     | Equipo Eliminado     | Equipo Eliminado           |
| 13      | Óscar Muñoz "Olímpico" | Óscar Muñoz "Olímpico" | Óscar Muñoz "Olímpico" | Óscar Muñoz "Olímpico" | Óscar Muñoz "Olímpico" | Óscar Muñoz "Olímpico"     | Juan Manuel Gil            | Juan Manuel Gil            | Juan Manuel Gil            | Juan Manuel Gil            | Juan Manuel Gil        | Juan Manuel Gil        | Andrés Felipe Ojeda "Pipe" | Andrés Felipe Ojeda "Pipe" | Andrés Felipe Ojeda "Pipe" | Andrés Felipe Ojeda "Pipe" | Andrés Felipe Ojeda "Pipe" | Andrés Felipe Ojeda "Pipe" | Óscar Muñoz "Olímpico" | Óscar Muñoz "Olímpico" | Óscar Muñoz "Olímpico" | Óscar Muñoz "Olímpico" | Óscar Muñoz "Olímpico" | Óscar Muñoz "Olímpico" | Omega                | Omega                | Omega                      |

### Conformación de los equipos
Luego del Desafío de Capitanes, cada uno de los ganadores obtiene la posibilidad de reorganizar a los concursantes que, hasta ese momento, se encuentran en competencia.
En la primera etapa, los capitanes seleccionaron, inicialmente, a dos participantes, un hombre y una mujer de cualquier región, para conformar su nuevo equipo. Luego, esos dos elegidos realizaron la misma prueba de los capitanes y escogieron a otros dos desafiantes, de acuerdo al orden de llegada a la meta. Esta mecánica se repitió hasta que cada grupo estuvo compuesto por cuatro hombres y cuatro mujeres.
A partir de la tercera etapa, cada ganador empieza eligiendo a un hombre y a una mujer del equipo que desee, con el fin de ir armando el grupo con el que competirá de ahora en adelante. Esto se repetirá hasta que todos tengan la misma cantidad de integrantes.
| Etapa 1 | Etapa 1                    | Etapa 1                   | Etapa 1                    | Etapa 1                    |
| Semana  | Equipos                    | Equipos                   | Equipos                    | Equipos                    |
| Semana  | Alpha                      | Beta                      | Beta                       | Gamma                      |
| ------- | -------------------------- | ------------------------- | -------------------------- | -------------------------- |
| 1       | Óscar Muñoz "Olímpico"     | Augusto Castro "Tin"      | Augusto Castro "Tin"       | Jhon Jairo Mosquera "Gago" |
| 1       | César José Romero "CJ"     | Deiby Gómez "Dagómez"     | Deiby Gómez "Dagómez"      | Óscar Coime "Razza"        |
| 1       | Laura Angarita             | María Camila Ospina       | María Camila Ospina        | Ángela González            |
| 1       | Juan David Zapata          | Juan Manuel Gil           | Juan Manuel Gil            | Cristian Alexander Acho    |
| 1       | Steffit Valencia "Tiffi"   | Yadira Castaño "Yatu"     | Yadira Castaño "Yatu"      | Karol Tatiana Zambrano     |
| 1       | Carlos Mario Pérez "Mono"  | Esteban Perdomo           | Esteban Perdomo            | Jesús David Morales        |
| 1       | Carolina Cortés "Carito"   | Sonia Manjarrés           | Sonia Manjarrés            | Melissa Chalare            |
| 1       | Gabriela Sánchez           | Sofía Acosta              | Sofía Acosta               | Vanessa Torres             |
| Etapa 3 |                            |                           |                            |                            |
| Semana  | Equipos                    | Equipos                   | Equipos                    | Equipos                    |
| Semana  | Omega                      | Beta                      | Beta                       | Alpha                      |
| 5       | Karen Lorena Bayona        | María Camila Ospina       | María Camila Ospina        | Paola Solano               |
| 5       | Andrés Felipe Ojeda "Pipe" | Augusto Castro "Tin"      | Augusto Castro "Tin"       | Óscar Muñoz "Olímpico"     |
| 5       | Laura Jiménez Madrid       | Sonia Manjarrés           | Sonia Manjarrés            | Steffit Valencia "Tiffi"   |
| 5       | Gonzalo Pinzón "Galo"      | Deiby Gómez "Dagómez"     | Deiby Gómez "Dagómez"      | Carlos Mario Pérez "Mono"  |
| 5       | Ángela López "Tatica"      | Sofía Acosta              | Sofía Acosta               | Ángela González            |
| 5       | Cristian Alexander Acho    | Juan Manuel Gil           | Juan Manuel Gil            | Jhon Jairo Mosquera "Gago" |
| 5       | Melissa Chalare            | Laura Angarita            | Laura Angarita             | Karol Tatiana Zambrano     |
| 5       | Jesús David Morales        | Esteban Perdomo           | Esteban Perdomo            | Juan David Zapata          |
| Etapa 4 |                            |                           |                            |                            |
| Semana  | Equipos                    | Equipos                   | Equipos                    | Equipos                    |
| Semana  | Alpha                      | Alpha                     | Beta                       | Beta                       |
| 13      | Óscar Muñoz "Olímpico"     | Óscar Muñoz "Olímpico"    | Juan Manuel Gil            | Juan Manuel Gil            |
| 13      | Steffit Valencia           | Steffit Valencia          | Paola Solano               | Paola Solano               |
| 13      | Carlos Mario Pérez "Mono"  | Carlos Mario Pérez "Mono" | Deiby Gómez "Dagómez"      | Deiby Gómez "Dagómez"      |
| 13      | Sonia Manjarrés            | Sonia Manjarrés           | María Camila Ospina        | María Camila Ospina        |
| 13      | Cristian Alexander Acho    | Cristian Alexander Acho   | Andrés Felipe Ojeda "Pipe" | Andrés Felipe Ojeda "Pipe" |
| 13      | Ángela González            | Ángela González           | Sofía Acosta               | Sofía Acosta               |
| 13      | Jesús David Morales        | Jesús David Morales       | Esteban Perdomo            | Esteban Perdomo            |
| 13      | Melissa Chalare            | Melissa Chalare           | Karen Lorena Bayona        | Karen Lorena Bayona        |

### Desafío de permanencia
En la primera etapa, los concursantes que no fueron elegidos para formar parte de ninguno de los tres equipos originales, tuvieron la oportunidad de competir entre ellos para integrar el cuarto grupo, denominado Omega. De esta manera, fueron divididos por géneros, resultando como ganadores cuatro mujeres y cuatro hombres.
| Etapa 1 | Etapa 1               | Etapa 1               | Etapa 1               | Etapa 1                   | Etapa 1                   | Etapa 1                   | Etapa 1                    | Etapa 1                    | Etapa 1                    | Etapa 1                   |
| Semana  | Participantes         | Participantes         | Participantes         | Participantes             | Participantes             | Participantes             | Participantes              | Participantes              | Participantes              | Orden de llegada          |
| ------- | --------------------- | --------------------- | --------------------- | ------------------------- | ------------------------- | ------------------------- | -------------------------- | -------------------------- | -------------------------- | ------------------------- |
| 1       | Ángela López "Tatica" | Ángela López "Tatica" | Ángela López "Tatica" | Laura Jiménez Madrid      | Laura Jiménez Madrid      | Laura Jiménez Madrid      | Nina Yurany Melo           | Nina Yurany Melo           | Nina Yurany Melo           | Paola Solano              |
| 1       | Diana Carolina Rey    | Diana Carolina Rey    | Diana Carolina Rey    | Carolina Giraldo          | Carolina Giraldo          | Carolina Giraldo          | María Clara Cortés         | María Clara Cortés         | María Clara Cortés         | Karen Lorena Bayona       |
| 1       | Andrea Manjarrés      | Andrea Manjarrés      | Andrea Manjarrés      | Mayeli Valencia           | Mayeli Valencia           | Mayeli Valencia           | Karen Lorena Bayona        | Karen Lorena Bayona        | Karen Lorena Bayona        | Laura Jiménez Madrid      |
| 1       | Paola Solano          | Paola Solano          | Paola Solano          |                           |                           |                           |                            |                            |                            | Ángela López "Tatica"     |
| 1       | Fabio Eduardo Torres  | Fabio Eduardo Torres  | Fabio Eduardo Torres  | Rodolfo Torres            | Rodolfo Torres            | Rodolfo Torres            | George Gutiérrez           | George Gutiérrez           | George Gutiérrez           | Carlos Echeverri          |
| 1       | John Ronin Bedoya     | John Ronin Bedoya     | John Ronin Bedoya     | Jonathan Calderón "Tatán" | Jonathan Calderón "Tatán" | Jonathan Calderón "Tatán" | Carlos Echeverri           | Carlos Echeverri           | Carlos Echeverri           | Jonathan Calderón "Tatán" |
| 1       | Luis Miguel Tibocha   | Luis Miguel Tibocha   | Luis Miguel Tibocha   | Miguel David Assias       | Miguel David Assias       | Miguel David Assias       | Jorge Luis Cáceres         | Jorge Luis Cáceres         | Jorge Luis Cáceres         | Gonzalo Pinzon "Galo"     |
| 1       | Gonzalo Pinzon "Galo" | Gonzalo Pinzon "Galo" | Gonzalo Pinzon "Galo" | Juan José Lemos           | Juan José Lemos           | Juan José Lemos           | Francisco Remolina "Cisko" | Francisco Remolina "Cisko" | Francisco Remolina "Cisko" | Felipe Ojeda "Pipe"       |
| 1       | Felipe Ojeda "Pipe"   |                       |                       |                           |                           |                           |                            |                            |                            |                           |

### Desafío de sentencia y hambre
En este desafío, los equipos se enfrentan entre sí con el objetivo de preservar los alimentos con los que cuentan en cada casa. El grupo que ocupe el primer lugar podrá mantener toda su alacena intacta, mientras que el que quede en segundo puesto tendrá que elegir un grupo de alimentos con los que tratará de sobrevivir durante todo el ciclo. Finalmente, los dos equipos restantes perderán toda su comida temporalmente. Como dato adicional, los ganadores de la prueba tomarán la decisión de sentenciar a dos rivales, un hombre y una mujer de cualquier equipo, quienes estarán en la obligación de portar un pesado chaleco hasta que lleguen al Desafío a Muerte. A partir de la tercera etapa, quienes lleguen en el primer puesto, sólo podrán nominar a un participante.
| Etapa 2 | Etapa 2 | Etapa 2   | Etapa 2    | Etapa 2    | Etapa 2    | Etapa 2    | Etapa 2    | Etapa 2    | Etapa 2    | Etapa 2    | Etapa 2                    | Etapa 2                    |
| Semana  | Prueba  | Ganadores | 2.do Lugar | 2.do Lugar | 3.er Lugar | 3.er Lugar | 3.er Lugar | 4.to Lugar | 4.to Lugar | 4.to Lugar | Sentenciados               | Sentenciados               |
| ------- | ------- | --------- | ---------- | ---------- | ---------- | ---------- | ---------- | ---------- | ---------- | ---------- | -------------------------- | -------------------------- |
| 1       |         | Beta      | Gamma      | Gamma      | Alpha      | Alpha      | Alpha      | Omega      | Omega      | Omega      | Carlos Echeverri           | Karen Lorena Bayona        |
| 2       |         | Gamma     | Omega      | Omega      | Beta       | Beta       | Beta       | Alpha      | Alpha      | Alpha      | Gonzalo Pinzón "Galo"      | Karen Lorena Bayona        |
| 3       |         | Alpha     | Gamma      | Gamma      | Omega      | Omega      | Omega      | Beta       | Beta       | Beta       | Óscar Coime "Razza"        | Ángela González            |
| 4       |         | Omega     | Beta       | Beta       | Gamma      | Gamma      | Gamma      | Alpha      | Alpha      | Alpha      | Augusto Castro "Tin"       | Yadira Castaño "Yatu"      |
| Etapa 3 |         |           |            |            |            |            |            |            |            |            |                            |                            |
| Semana  | Prueba  | Ganadores | Ganadores  | 2.do Lugar | 2.do Lugar | 2.do Lugar | 3.er Lugar | 3.er Lugar | 3.er Lugar | 3.er Lugar | Sentenciado(a)             | Sentenciado(a)             |
| 5       |         | Alpha     | Alpha      | Omega      | Omega      | Omega      | Beta       | Beta       | Beta       | Beta       | Esteban Perdomo            | Esteban Perdomo            |
| 6       |         | Alpha     | Alpha      | Beta       | Beta       | Beta       | Omega      | Omega      | Omega      | Omega      | Laura Angarita             | Laura Angarita             |
| 7       |         | Omega     | Omega      | Beta       | Beta       | Beta       | Alpha      | Alpha      | Alpha      | Alpha      | Jhon Jairo Mosquera "Gago" | Jhon Jairo Mosquera "Gago" |
| 8       |         | Beta      | Beta       | Alpha      | Alpha      | Alpha      | Omega      | Omega      | Omega      | Omega      | Karol Tatiana Zambrano     | Karol Tatiana Zambrano     |
| 9       |         | Alpha     | Alpha      | Omega      | Omega      | Omega      | Beta       | Beta       | Beta       | Beta       | Andrés Felipe Ojeda "Pipe" | Andrés Felipe Ojeda "Pipe" |
| 10      |         | Alpha     | Alpha      | Omega      | Omega      | Omega      | Beta       | Beta       | Beta       | Beta       | María Camila Ospina        | María Camila Ospina        |
| 11      |         | Alpha     | Alpha      | Beta       | Beta       | Beta       | Omega      | Omega      | Omega      | Omega      | Deiby Gómez "Dagómez"      | Deiby Gómez "Dagómez"      |
| 12      |         | Alpha     | Alpha      | Omega      | Omega      | Omega      | Beta       | Beta       | Beta       | Beta       | Laura Jiménez Madrid       | Laura Jiménez Madrid       |
| Etapa 4 |         |           |            |            |            |            |            |            |            |            |                            |                            |
| Semana  | Prueba  | Ganadores | Ganadores  | Ganadores  | Derrotados | Derrotados | Derrotados | Derrotados | Derrotados | Derrotados | Sentenciado                | Sentenciado                |
| 13      |         | Alpha     | Alpha      | Alpha      | Beta       | Beta       | Beta       | Beta       | Beta       | Beta       | Juan Manuel Gil            | Juan Manuel Gil            |
| 14      |         | Beta      | Beta       | Beta       | Alpha      | Alpha      | Alpha      | Alpha      | Alpha      | Alpha      | Carlos Mario Pérez "Mono"  | Carlos Mario Pérez "Mono"  |
| 15      |         | Beta      | Beta       | Beta       | Alpha      | Alpha      | Alpha      | Alpha      | Alpha      | Alpha      | Óscar Muñoz "Olímpico"     | Óscar Muñoz "Olímpico"     |
| 16      |         | Alpha     | Alpha      | Alpha      | Beta       | Beta       | Beta       | Beta       | Beta       | Beta       | Andrés Felipe Ojeda "Pipe" | Andrés Felipe Ojeda "Pipe" |

### Desafío de sentencia y servicios
Como su nombre lo indica, esta competencia se realiza con el fin de salvaguardar los servicios de los que disponen los participantes: agua, luz y gas. Al igual que en el Desafío de Hambre, el equipo que obtenga el primer lugar podrá seguir disfrutando de todos estos recursos, mientras que el que ocupe el segundo puesto deberá seleccionar uno de los tres servicios mencionados. Los demás grupos perderán todas estas comodidades y quedarán a la deriva. Por último, los ganadores de esta prueba también tendrán la potestad de sentenciar a dos competidores a Desafío a Muerte.
| Etapa 2 | Etapa 2 | Etapa 2   | Etapa 2   | Etapa 2   | Etapa 2    | Etapa 2    | Etapa 2    | Etapa 2    | Etapa 2    | Etapa 2    | Etapa 2    | Etapa 2    | Etapa 2    | Etapa 2                    | Etapa 2                    |
| Semana  | Prueba  | Ganadores | Ganadores | Ganadores | 2.do Lugar | 2.do Lugar | 2.do Lugar | 3.er Lugar | 3.er Lugar | 3.er Lugar | 4.to Lugar | 4.to Lugar | 4.to Lugar | Sentenciados               | Sentenciados               |
| ------- | ------- | --------- | --------- | --------- | ---------- | ---------- | ---------- | ---------- | ---------- | ---------- | ---------- | ---------- | ---------- | -------------------------- | -------------------------- |
| 1       |         | Beta      | Beta      | Beta      | Omega      | Omega      | Omega      | Gamma      | Gamma      | Gamma      | Alpha      | Alpha      | Alpha      | Gonzalo Pinzón "Galo"      | Ángela López "Tatica"      |
| 2       |         | Alpha     | Alpha     | Alpha     | Beta       | Beta       | Beta       | Gamma      | Gamma      | Gamma      | Omega      | Omega      | Omega      | Jesús Morales              | Ángela López "Tatica"      |
| 3       |         | Gamma     | Gamma     | Gamma     | Alpha      | Alpha      | Alpha      | Beta       | Beta       | Beta       | Omega      | Omega      | Omega      | Carolina Cortés "Carito"   | César José Romero "CJ"     |
| 4       |         | Gamma     | Gamma     | Gamma     | Omega      | Omega      | Omega      | Alpha      | Alpha      | Alpha      | Beta       | Beta       | Beta       | Steffit Valencia "Tiffi"   | César José Romero "CJ"     |
| Etapa 3 |         |           |           |           |            |            |            |            |            |            |            |            |            |                            |                            |
| Semana  | Prueba  | Ganadores | Ganadores | Ganadores | Ganadores  | 2.do Lugar | 2.do Lugar | 2.do Lugar | 2.do Lugar | 3.er Lugar | 3.er Lugar | 3.er Lugar | 3.er Lugar | Sentenciado(a)             | Sentenciado(a)             |
| 5       |         | Beta      | Beta      | Beta      | Beta       | Omega      | Omega      | Omega      | Omega      | Alpha      | Alpha      | Alpha      | Alpha      | Jesús Morales              | Jesús Morales              |
| 6       |         | Alpha     | Alpha     | Alpha     | Alpha      | Beta       | Beta       | Beta       | Beta       | Omega      | Omega      | Omega      | Omega      | María Camila Ospina        | María Camila Ospina        |
| 7       |         | Alpha     | Alpha     | Alpha     | Alpha      | Beta       | Beta       | Beta       | Beta       | Omega      | Omega      | Omega      | Omega      | Esteban Perdomo            | Esteban Perdomo            |
| 8       |         | Beta      | Beta      | Beta      | Beta       | Omega      | Omega      | Omega      | Omega      | Alpha      | Alpha      | Alpha      | Alpha      | Steffit Valencia "Tiffi"   | Steffit Valencia "Tiffi"   |
| 9       |         | Alpha     | Alpha     | Alpha     | Alpha      | Omega      | Omega      | Omega      | Omega      | Beta       | Beta       | Beta       | Beta       | Gonzalo Pinzón "Galo"      | Gonzalo Pinzón "Galo"      |
| 10      |         | Omega     | Omega     | Omega     | Omega      | Alpha      | Alpha      | Alpha      | Alpha      | Beta       | Beta       | Beta       | Beta       | Ángela González            | Ángela González            |
| 11      |         | Alpha     | Alpha     | Alpha     | Alpha      | Omega      | Omega      | Omega      | Omega      | Beta       | Beta       | Beta       | Beta       | Andrés Felipe Ojeda "Pipe" | Andrés Felipe Ojeda "Pipe" |
| 12      |         | Omega     | Omega     | Omega     | Omega      | Alpha      | Alpha      | Alpha      | Alpha      | Beta       | Beta       | Beta       | Beta       | Ángela González            | Ángela González            |
| Etapa 4 |         |           |           |           |            |            |            |            |            |            |            |            |            |                            |                            |
| Semana  | Prueba  | Ganadores | Ganadores | Ganadores | Ganadores  | Ganadores  | Ganadores  | Derrotados | Derrotados | Derrotados | Derrotados | Derrotados | Derrotados | Sentenciada                | Sentenciada                |
| 13      |         | Beta      | Beta      | Beta      | Beta       | Beta       | Beta       | Alpha      | Alpha      | Alpha      | Alpha      | Alpha      | Alpha      | Melissa Chalare            | Melissa Chalare            |
| 14      |         | Beta      | Beta      | Beta      | Beta       | Beta       | Beta       | Alpha      | Alpha      | Alpha      | Alpha      | Alpha      | Alpha      | Melissa Chalare            | Melissa Chalare            |
| 15      |         | Alpha     | Alpha     | Alpha     | Alpha      | Alpha      | Alpha      | Beta       | Beta       | Beta       | Beta       | Beta       | Beta       | María Camila Ospina        | María Camila Ospina        |
| 16      |         | Alpha     | Alpha     | Alpha     | Alpha      | Alpha      | Alpha      | Beta       | Beta       | Beta       | Beta       | Beta       | Beta       | Karen Lorena Bayona        | Karen Lorena Bayona        |

Notas
1. ↑  El equipo ganador eligió a un participante: «Tiffi», quien obtuvo el derecho de un beneficio de recompensa: «Mensajes de Familiares».[88]
2. ↑  El equipo ganador eligió a un participante: «Morales», quien obtuvo el derecho de un beneficio de recompensa: «Mensajes de Familiares».[90]
3. ↑  El equipo ganador eligió a un participante: «Ólimpico», quien obtuvo el derecho de un beneficio de recompensa: «Mensajes de Familiares».[91]
4. ↑  El equipo ganador eligió a un participante: «Acho», quien obtuvo el derecho de un beneficio de recompensa: «Mensajes de Familiares».[93]
5. ↑  El equipo ganador eligió a un participante: «Dagómez», quien obtuvo el derecho de un beneficio de recompensa: «Mensajes de Familiares».[96]
6. ↑  El equipo ganador eligió a un participante: «Pipe», quien obtuvo el derecho de un beneficio de recompensa: «Mensajes de Familiares».[99]
7. ↑  El equipo ganador eligió a un participante: «Meli», quien obtuvo el derecho de un beneficio de recompensa: «Mensajes de Familiares».[101]
8. ↑  El equipo ganador eligió a un participante: «Sonia», quien obtuvo el derecho de un beneficio de recompensa: «Mensajes de Familiares».[106]

### Desafío de sentencia y bienestar
En esta oportunidad, los equipos compiten para conservar los otros espacios que hay en cada vivienda: habitaciones, gimnasio, cocina, etc. Nuevamente, el ganador seguirá disfrutando de todos estos lujos, así como el segundo lugar decidirá con cuál quedarse. Los dos grupos perdedores no tendrán más remedio que ingeniárselas para subsistir en medio de las adversidades. Por otra parte, los triunfadores de este reto tendrán la posibilidad de sentenciar a dos concursantes a Desafío a Muerte.
| Etapa 2 | Etapa 2 | Etapa 2   | Etapa 2   | Etapa 2   | Etapa 2    | Etapa 2    | Etapa 2    | Etapa 2    | Etapa 2    | Etapa 2    | Etapa 2    | Etapa 2    | Etapa 2    | Etapa 2                    | Etapa 2                   |
| Semana  | Prueba  | Ganadores | Ganadores | Ganadores | 2.do Lugar | 2.do Lugar | 2.do Lugar | 3.er Lugar | 3.er Lugar | 3.er Lugar | 4.to Lugar | 4.to Lugar | 4.to Lugar | Sentenciados               | Sentenciados              |
| ------- | ------- | --------- | --------- | --------- | ---------- | ---------- | ---------- | ---------- | ---------- | ---------- | ---------- | ---------- | ---------- | -------------------------- | ------------------------- |
| 1       |         | Beta      | Beta      | Beta      | Gamma      | Gamma      | Gamma      | Alpha      | Alpha      | Alpha      | Omega      | Omega      | Omega      | Andrés Felipe Ojeda "Pipe" | Laura Jiménez Madrid      |
| 2       |         | Beta      | Beta      | Beta      | Alpha      | Alpha      | Alpha      | Gamma      | Gamma      | Gamma      | Omega      | Omega      | Omega      | Carlos Echeverri           | Laura Jiménez Madrid      |
| 3       |         | Gamma     | Gamma     | Gamma     | Alpha      | Alpha      | Alpha      | Beta       | Beta       | Beta       | Omega      | Omega      | Omega      | Paola Solano               | Carlos Mario Pérez "Mono" |
| 4       |         | Omega     | Omega     | Omega     | Gamma      | Gamma      | Gamma      | Alpha      | Alpha      | Alpha      | Beta       | Beta       | Beta       | Deiby Gómez "Dagómez"      | Sonia Manjarrés           |
| Etapa 3 |         |           |           |           |            |            |            |            |            |            |            |            |            |                            |                           |
| Semana  | Prueba  | Ganadores | Ganadores | Ganadores | Ganadores  | 2.do Lugar | 2.do Lugar | 2.do Lugar | 2.do Lugar | 3.er Lugar | 3.er Lugar | 3.er Lugar | 3.er Lugar | Sentenciado(a)             | Sentenciado(a)            |
| 5       |         | Omega     | Omega     | Omega     | Omega      | Beta       | Beta       | Beta       | Beta       | Alpha      | Alpha      | Alpha      | Alpha      | Augusto Castro "Tin"       | Augusto Castro "Tin"      |
| 6       |         | Alpha     | Alpha     | Alpha     | Alpha      | Omega      | Omega      | Omega      | Omega      | Beta       | Beta       | Beta       | Beta       | Melissa Chalare            | Melissa Chalare           |
| 7       |         | Omega     | Omega     | Omega     | Omega      | Alpha      | Alpha      | Alpha      | Alpha      | Beta       | Beta       | Beta       | Beta       | Óscar Muñoz "Olímpico"     | Óscar Muñoz "Olímpico"    |
| 8       |         | Beta      | Beta      | Beta      | Beta       | Omega      | Omega      | Omega      | Omega      | Alpha      | Alpha      | Alpha      | Alpha      | Paola Solano               | Paola Solano              |
| 9       |         | Omega     | Omega     | Omega     | Omega      | Alpha      | Alpha      | Alpha      | Alpha      | Beta       | Beta       | Beta       | Beta       | Juan David Zapata          | Juan David Zapata         |
| 10      |         | Omega     | Omega     | Omega     | Omega      | Beta       | Beta       | Beta       | Beta       | Alpha      | Alpha      | Alpha      | Alpha      | Sofía Acosta               | Sofía Acosta              |
| 11      |         | Alpha     | Alpha     | Alpha     | Alpha      | Omega      | Omega      | Omega      | Omega      | Beta       | Beta       | Beta       | Beta       | Juan Manuel Gil            | Juan Manuel Gil           |
| 12      |         | Alpha     | Alpha     | Alpha     | Alpha      | Beta       | Beta       | Beta       | Beta       | Omega      | Omega      | Omega      | Omega      | Sofía Acosta               | Sofía Acosta              |
| Etapa 4 |         |           |           |           |            |            |            |            |            |            |            |            |            |                            |                           |
| Semana  | Prueba  | Ganadores | Ganadores | Ganadores | Ganadores  | Ganadores  | Ganadores  | Derrotados | Derrotados | Derrotados | Derrotados | Derrotados | Derrotados | Sentenciado                | Sentenciado               |
| 13      |         | Beta      | Beta      | Beta      | Beta       | Beta       | Beta       | Alpha      | Alpha      | Alpha      | Alpha      | Alpha      | Alpha      | Óscar Muñoz "Olímpico"     | Óscar Muñoz "Olímpico"    |
| 14      |         | Alpha     | Alpha     | Alpha     | Alpha      | Alpha      | Alpha      | Beta       | Beta       | Beta       | Beta       | Beta       | Beta       | Esteban Perdomo            | Esteban Perdomo           |
| 15      |         | Beta      | Beta      | Beta      | Beta       | Beta       | Beta       | Alpha      | Alpha      | Alpha      | Alpha      | Alpha      | Alpha      | Cristian Alexander Acho    | Cristian Alexander Acho   |
| 16      |         | Beta      | Beta      | Beta      | Beta       | Beta       | Beta       | Alpha      | Alpha      | Alpha      | Alpha      | Alpha      | Alpha      | Óscar Muñoz "Olímpico"     | Óscar Muñoz "Olímpico"    |

### Desafío de sentencia, premio y castigo
Esta prueba tiene el propósito de enfrentar a los equipos para ganar un premio especial. El grupo que queda en primer lugar es merecedor de algunas recompensas (viaje, comida, baile, participación en el tablero millonario, etc.), además de tener dos responsabilidades importantes: seleccionar a un equipo rival al que se aplicará una sanción y sentenciar a dos participantes a Desafío a Muerte.
| Etapa 2 | Etapa 2 | Etapa 2             | Etapa 2             | Etapa 2                                                      | Etapa 2     | Etapa 2                                                                                             | Etapa 2 | Etapa 2 | Etapa 2   | Etapa 2   | Etapa 2   | Etapa 2    | Etapa 2    | Etapa 2    | Etapa 2    | Etapa 2    | Etapa 2    | Etapa 2    | Etapa 2    | Etapa 2                      | Etapa 2                      | Etapa 2        |
| Sem.    | Prueba  | Recompensas         | Recompensas         | Recompensas                                                  | Recompensas | Castigo                                                                                             | Castigo |         | Ganadores | Ganadores | Ganadores | 2.do Lugar | 2.do Lugar | 2.do Lugar | 3.er Lugar | 3.er Lugar | 3.er Lugar | 4.to Lugar | 4.to Lugar | 4.to Lugar                   | Sentenciados                 | Sentenciados   |
| ------- | ------- | ------------------- | ------------------- | ------------------------------------------------------------ | ----------- | --------------------------------------------------------------------------------------------------- | ------- | ------- | --------- | --------- | --------- | ---------- | ---------- | ---------- | ---------- | ---------- | ---------- | ---------- | ---------- | ---------------------------- | ---------------------------- | -------------- |
| 1       |         | 2 m de COP          | Gago                | Pool party y concierto con «Gusi».                           | Gamma       | Rapar la cabeza de dos hombres y una mujer.                                                         | Alpha   | Gamma   | Gamma     | Gamma     | Beta      | Beta       | Beta       | Omega      | Omega      | Omega      | Alpha      | Alpha      | Alpha      | Jonnathan Calderón "Tatán"   | Paola Solano                 |                |
| 1       |         | 2 m de COP          | Gago                | Pool party y concierto con «Gusi».                           | Gamma       | Rapar la cabeza de dos hombres y una mujer.                                                         | Alpha   | Gamma   | Gamma     | Gamma     | Beta      | Beta       | Beta       | Omega      | Omega      | Omega      | Alpha      | Alpha      | Alpha      | Cristian Alexander Acho      | Vanessa Torres               |                |
| 2       |         | 3 m de COP          | Sonia               | Sesión de masaje.                                            | Beta        | Esposar juntos a todos a todos los integrantes de un equipo.                                        | Omega   | Beta    | Beta      | Beta      | Gamma     | Gamma      | Gamma      | Omega      | Omega      | Omega      | Alpha      | Alpha      | Alpha      | Andrés Felipe Ojeda "Pipe"   | Paola Solano                 |                |
| 3       |         | 2 m de COP          | Dagómez             | Fiesta blanca con «Alejandro Santamaria».                    | Beta        | Lavar los platos y la ropa de los participantes vestidos de forma elegante.                         | Omega   | Beta    | Beta      | Beta      | Alpha     | Alpha      | Alpha      | Gamma      | Gamma      | Gamma      | Omega      | Omega      | Omega      | Augusto Castro "Tin"         | Sofía Acosta                 |                |
| 4       |         | 4 m de COP          | Galo                | Pícnic en el río.                                            | Omega       | Trotar con caminadora durante 24 horas.                                                             | Beta    | Omega   | Omega     | Omega     | Beta      | Beta       | Beta       | Gamma      | Gamma      | Gamma      | Alpha      | Alpha      | Alpha      | Juan Manuel Gil              | María Camila Ospina          |                |
| Etapa 3 |         |                     |                     |                                                              |             | |         |         |           |           |           |            |            |            |            |            |            |            |            |                              |                              |                |
| Sem.    | Prueba  | Recompensas         | Recompensas         | Recompensas                                                  | Recompensas | Castigo                                                                                             | Castigo |         | Ganadores | Ganadores | Ganadores | Ganadores  | 2.do Lugar | 2.do Lugar | 2.do Lugar | 2.do Lugar | 3.er Lugar | 3.er Lugar | 3.er Lugar | 3.er Lugar                   | Sentenciado(a)               | Sentenciado(a) |
| 5       |         | 5 m de COP          | Juanda              | Fogata y concierto con «Mau y Ricky».                        | Alpha       | Cuidar 40 gallinas durante 24 horas.                                                                | Beta    | Alpha   | Alpha     | Alpha     | Alpha     | Omega      | Omega      | Omega      | Omega      | Beta       | Beta       | Beta       | Beta       | Cristian Alexander Acho      | Cristian Alexander Acho      |                |
| 6       |         | 12 m de COP         | Karol               | Rafting.                                                     | Alpha       | Durar 24 horas con el humorista Don Jediondo interpretando a «Godoy».                               | Omega   | Alpha   | Alpha     | Alpha     | Alpha     | Beta       | Beta       | Beta       | Beta       | Omega      | Omega      | Omega      | Omega      | Sonia Manjarrés              | Sonia Manjarrés              |                |
| 7       |         |                     | Meli                | Hotel Boutique.                                              | Omega       | Durar 24 horas con un grillete y una esfera de cemento de 30Kg.                                     | Alpha   | Omega   | Omega     | Omega     | Omega     | Beta       | Beta       | Beta       | Beta       | Alpha      | Alpha      | Alpha      | Alpha      | Carlos Mario Pérez "Mono"    | Carlos Mario Pérez "Mono"    |                |
| 8       |         | 5 m de COP          | Karol               | Una velada con la chef «Luisa Isaza».                        | Alpha       | Durar una noche en la intemperie.                                                                   | Omega   | Alpha   | Alpha     | Alpha     | Alpha     | Beta       | Beta       | Beta       | Beta       | Omega      | Omega      | Omega      | Omega      | Karen Lorena Bayona          | Karen Lorena Bayona          |                |
| 9       |         | 1 m de COP          | Sofía               | Cantinazo con «Francy y Yeison Jiménez».                     | Beta        | Usar por 24 horas seguidas guantes de boxeo.                                                        | Alpha   | Beta    | Beta      | Beta      | Beta      | Omega      | Omega      | Omega      | Omega      | Alpha      | Alpha      | Alpha      | Alpha      | Carlos Mario Pérez "Mono"    | Carlos Mario Pérez "Mono"    |                |
| 10      |         | 6 m de COP          | Mono                | Canopy.                                                      | Alpha       | Introducirse en un tanque con agua helada por ciclos durante una noche.                             | Beta    | Alpha   | Alpha     | Alpha     | Alpha     | Omega      | Omega      | Omega      | Omega      | Beta       | Beta       | Beta       | Beta       | Ángela López Guarín "Tatica" | Ángela López Guarín "Tatica" |                |
| 11      |         | 1 m de COP          | Tiffi               | Fiesta picó champetera con Mr Black.                         | Alpha       | Talar una cantidad considerada de troncos con medida exactas.                                       | Omega   | Alpha   | Alpha     | Alpha     | Alpha     | Beta       | Beta       | Beta       | Beta       | Omega      | Omega      | Omega      | Omega      | Gonzalo Pinzón "Galo"        | Gonzalo Pinzón "Galo"        |                |
| 12      |         | 8 m de COP          | Acho                | Sección de Relajación, Recuperación y Belleza.               | Omega       | Usar hasta antes de la próxima competencia unas chanclas con clavos.                                | Alpha   | Omega   | Omega     | Omega     | Omega     | Alpha      | Alpha      | Alpha      | Alpha      | Beta       | Beta       | Beta       | Beta       | María Camila Ospina          | María Camila Ospina          |                |
| Etapa 4 |         |                     |                     |                                                              |             | |         |         |           |           |           |            |            |            |            |            |            |            |            |                              |                              |                |
| Sem.    | Prueba  | Recompensas         | Recompensas         | Recompensas                                                  | Recompensas | Castigo                                                                                             | Castigo |         | Ganadores | Ganadores | Ganadores | Ganadores  | Ganadores  | Ganadores  | Derrotados | Derrotados | Derrotados | Derrotados | Derrotados | Derrotados                   | Sentenciada                  | Sentenciada    |
| 13      |         | 20 m de COP         | Karen               | Asado junto con un chef.                                     | Beta        | Mantenerse introducidos (hasta antes de la próxima prueba) en unos flotadores dentro de la piscina. | Alpha   | Beta    | Beta      | Beta      | Beta      | Beta       | Beta       | Alpha      | Alpha      | Alpha      | Alpha      | Alpha      | Alpha      | Ángela González              | Ángela González              |                |
| 14      |         | 20 m de COP         | Paola               | Fritanga y clase de rehabilitación con «Mary Mendez».        | Beta        | Permanecer hasta el desafío de muerte inmobilizados con yeso los brazos y las piernas.              | Alpha   | Beta    | Beta      | Beta      | Beta      | Beta       | Beta       | Alpha      | Alpha      | Alpha      | Alpha      | Alpha      | Alpha      | Steffit Valencia "Tiffi"     | Steffit Valencia "Tiffi"     |                |
| 15      |         | Motocicleta (x c/u) | Motocicleta (x c/u) | Espiritista que ayuda a balancear y equilibrar las energías. | Alpha       | Usar por intervalos de tiempo un retractor de labios y después vendarse los ojos por alternancia.   | Beta    | Alpha   | Alpha     | Alpha     | Alpha     | Alpha      | Alpha      | Beta       | Beta       | Beta       | Beta       | Beta       | Beta       | Paola Solano                 | Paola Solano                 |                |
| 16      |         | 30 m de COP         | Olímpico            | Visita de un familiar por desafiante.                        | Alpha       | No pudieron convivir con sus familiares.                                                            | Beta    | Alpha   | Alpha     | Alpha     | Alpha     | Alpha      | Alpha      | Beta       | Beta       | Beta       | Beta       | Beta       | Beta       | Paola Solano                 | Paola Solano                 |                |

Notas
1. 1 2   El participante se salva de asistir al Desafio a Muerte debido a una infracción cometida por otro equipo.
2. 1 2   El equipo cometió una falta y debió sentenciar a dos jugadores al Desafio a Muerte.
3. 1 2  El o la participante fue sentenciado(a) previo a una sanción.

1. ↑  Tuvieron la posibilidad de invitar a dos mujeres por los demás equipos.
2. ↑  Tuvieron la posibilidad de invitar a una pareja por los demás equipos.
3. ↑  Tuvieron la posibilidad de invitar a un participante de los demás equipos.
4. ↑  Tuvieron la posibilidad de invitar a una pareja por los demás equipos.
5. ↑  Tuvieron la posibilidad de invitar a todas las mujeres de cada equipo.

## Eliminación

### Desafío a Muerte
Es realizado al final de la semana. En esta prueba, se enfrentan todos los participantes sentenciados a lo largo del ciclo. Los desafiantes compiten individualmente divididos por géneros, con el propósito de no abandonar el programa. Al final, son dos los eliminados, un hombre y una mujer.
| Etapa 2 | Etapa 2      | Etapa 2      | Etapa 2      | Etapa 2      | Etapa 2     | Etapa 2        | Etapa 2        | Etapa 2                      | Etapa 2 | Etapa 2               |
| ------- | ------------ | ------------ | ------------ | ------------ | ----------- | -------------- | -------------- | ---------------------------- | ------- | --------------------- |
| Semana  | Sentenciados | Sentenciados | Sentenciados | Sentenciados |             | 1.eros Lugares | 2.dos Lugares  | 3.eros Lugares               |         | Eliminado y Eliminada |
| 1       | Galo         | Pipe         | Tatán        | Acho         | Galo        | Acho           | Pipe           | Jonnatan Calderón "Tatán"    |         |                       |
| 1       | Karen        | Madrid       | Paola        | Vanessa      | Karen       | Madrid         | Paola          | Vanessa Torres               |         |                       |
| 2       | Galo         | Morales      | Carlos       | Pipe         | Galo        | Morales        | Pipe           | Carlos Echeverri             |         |                       |
| 2       | Karen        | Tatica       | Madrid       | Paola        | Tatica      | Madrid         | Karen          | Paola Solano                 |         |                       |
| 3       | Razza        | CJ           | Mono         | Tin          | Tin         | Mono           | CJ             | Óscar Coime "Razza"          |         |                       |
| 3       | Ángela       | Carito       | Paola        | Sofía        | Paola       | Sofía          | Carito         | Ángela González              |         |                       |
| 4       | Tin          | CJ           | Dagómez      | Juan Manuel  | Dagómez     | Juan Manuel    | Tin            | César Romero "CJ"            |         |                       |
| 4       | Yatu         | Tiffi        | Sonia        | Cami         | Cami        | Tiffi          | Sonia          | Yadira Castaño "Yatu"        |         |                       |
| Etapa 3 |              |              |              |              |             |                |                |                              |         |                       |
| Semana  | Sentenciados | Sentenciados | Sentenciados | Sentenciados |             | 1.er Lugar     | 2.do Lugar     | 3.er Lugar                   |         | Eliminado/a           |
| 5       | Esteban      | Morales      | Tin          | Acho         | Esteban     | Morales        | Acho           | Augusto Castro "Tin"         |         |                       |
| 6       | Lau          | Cami         | Meli         | Sonia        | Cami        | Sonia          | Meli           | Laura Angarita               |         |                       |
| 7       | Gago         | Esteban      | Olímpico     | Mono         | Olímpico    | Mono           | Esteban        | Jhon Jairo Mosquera "Gago"   |         |                       |
| 8       | Karol        | Tiffi        | Paola        | Karen        | Tiffi       | Paola          | Karen          | Karol Tatiana Zambrano       |         |                       |
| 9       | Pipe         | Galo         | Juan David   | Mono         | Galo        | Mono           | Pipe           | Juan David Zapata            |         |                       |
| 10      | Cami         | Ángela       | Sofía        | Tatica       | Cami        | Sofía          | Ángela         | Ángela López Guarín "Tatica" |         |                       |
| 11      | Dagómez      | Pipe         | Juan Manuel  | Galo         | Dagómez     | Juan Manuel    | Pipe           | Gonzalo Andrés Pinzón "Galo" |         |                       |
| 12      | Madrid       | Ángela       | Sofía        | Cami         | Sofía       | Ángela         | Cami           | Laura Jiménez Madrid         |         |                       |
| Etapa 4 |              |              |              |              |             |                |                |                              |         |                       |
| Semana  | Sentenciados | Sentenciados | Sentenciados | Sentenciados |             | 1.eros Lugares | 1.eros Lugares | 1.eros Lugares               |         | Eliminado y Eliminada |
| 13      | Juan Manuel  | Juan Manuel  | Olímpico     | Olímpico     | Juan Manuel | Juan Manuel    | Juan Manuel    | Óscar Muñoz "Olímpico"       |         |                       |
| 13      | Meli         | Meli         | Ángela       | Ángela       | Meli        | Meli           | Meli           | Ángela González              |         |                       |
| 14      | Mono         | Mono         | Esteban      | Esteban      | Esteban     | Esteban        | Esteban        | Carlos Mario Pérez "Mono"    |         |                       |
| 14      | Meli         | Meli         | Tiffi        | Tiffi        | Meli        | Meli           | Meli           | Steffit Valencia "Tiffi"     |         |                       |
| 15      | Olímpico     | Olímpico     | Acho         | Acho         | Olímpico    | Olímpico       | Olímpico       | Cristian Alexander Acho      |         |                       |
| 15      | Cami         | Cami         | Paola        | Paola        | Paola       | Paola          | Paola          | María Camila Ospina          |         |                       |
| 16      | Pipe         | Pipe         | Olímpico     | Olímpico     | Olímpico    | Olímpico       | Olímpico       | Andrés Felipe Ojeda "Pipe"   |         |                       |
| 16      | Karen        | Karen        | Paola        | Paola        | Paola       | Paola          | Paola          | Karen Lorena Bayona          |         |                       |

Notas
1. 1 2 3 4   El o la participante fue nominado(a) porque su equipo cometió una falta.

2. ↑ Sub: Participante que reingresa al Desafío.

## Final

### Semifinal
Las competencias de la semifinal fueron realizadas después del último Desafío a Muerte. En cada una de ellas, los ocho desafiantes, divididos por géneros, se enfrentaron en una prueba decisiva, que terminó por definir a los cuatro candidatos que se disputarían la final del programa.
| Etapa 5 | Etapa 5                | Etapa 5                  | Etapa 5               |
| Semana  | Desafiantes            | Desafiantes              | Finalistas            |
| ------- | ---------------------- | ------------------------ | --------------------- |
| 17      | 6 Laura Jiménez Madrid | 6 Melissa Chalare        | Paola Solano          |
| 17      | 6 Paola Solano         | 6 Sonia Manjarrés        | Laura Jiménez Madrid  |
| 17      | 6 Esteban Perdomo      | 6 Gonzalo Pinzón "Galo"  | Gonzalo Pinzón "Galo" |
| 17      | 6 Juan Manuel Gil      | 6 Óscar Muñoz "Olímpico" | Juan Manuel Gil       |

### Final
La final del programa fue disputada mediante una última prueba entre los cuatro jugadores que lograron salir victoriosos en las competencias semifinales.
| Etapa 5 | Etapa 5                 | Etapa 5                | Etapa 5               |
| Semana  | Desafiantes             | Desafiantes            | Ganadores             |
| ------- | ----------------------- | ---------------------- | --------------------- |
| 18      | 6 Paola Solano          | 6 Laura Jiménez Madrid | Paola Solano          |
| 18      | 6 Gonzalo Pinzón "Galo" | 6 Juan Manuel Gil      | Gonzalo Pinzón "Galo" |

Otros premios
- Óscar Muñóz "Ólimpico": Obtuvo el premio del «Súperhumano más Humano» por medio de votos emitidos por el público, vía internet por la página oficial del programa con un total de 33% frente a los demás concursantes, teniéndose la oportunidad de ganar 150 millones de pesos colombianos y el obsequio de una Macbook.[174]

## Eximiciones o retiros
| Desafío de sentencia y hambre | Desafío de sentencia y hambre  | Desafío de sentencia y hambre       | Desafío de sentencia y hambre       | Desafío de sentencia y hambre       | Desafío de sentencia y hambre       | Desafío de sentencia y hambre       |
| Etapa 2                       | Etapa 2                        | Etapa 2                             | Etapa 2                             | Etapa 2                             | Etapa 2                             | Etapa 2                             |
| Semana                        | Equipos                        | Equipos                             | Equipos                             | Equipos                             | Equipos                             | Equipos                             |
| ----------------------------- | ------------------------------ | ----------------------------------- | ----------------------------------- | ----------------------------------- | ----------------------------------- | ----------------------------------- |
| Semana                        | Alpha                          | Beta                                | Beta                                | Gamma                               | Gamma                               | Omega                               |
| 1                             |                                |                                     |                                     |                                     |                                     |                                     |
| 2                             | Carito, Laura, Olímpico y Mono | Sonia, Sofía, Esteban y Juan Manuel | Sonia, Sofía, Esteban y Juan Manuel | Karol, Acho y Morales               | Karol, Acho y Morales               | Karen, Tatica y Galo                |
| 3                             | Carito, CJ y Juan David        | Sofía, Dagómez y Juan Manuel        | Sofía, Dagómez y Juan Manuel        | Morales y Razza                     | Morales y Razza                     |                                     |
| 4                             | Laura, Tiffi, Olímpico y Mono  | Sofía, Sonia, Dagómez y Juan Manuel | Sofía, Sonia, Dagómez y Juan Manuel | Acho                                | Acho                                | Tatica                              |
| Etapa 3                       |                                |                                     |                                     |                                     |                                     |                                     |
| Semana                        | Equipos                        | Equipos                             | Equipos                             | Equipos                             | Equipos                             | Equipos                             |
| Semana                        | Alpha                          | Alpha                               | Beta                                | Beta                                | Omega                               | Omega                               |
| 5                             |                                |                                     |                                     |                                     |                                     |                                     |
| 6                             | Gago y Paola                   | Gago y Paola                        | Sofía                               | Sofía                               | Karen y Morales                     | Karen y Morales                     |
| 7                             | Paola y Juan David             | Paola y Juan David                  |                                     |                                     | Madrid y Pipe                       | Madrid y Pipe                       |
| 8                             | Karol                          | Karol                               |                                     |                                     | Madrid y Acho                       | Madrid y Acho                       |
| 9                             |                                |                                     |                                     |                                     | Tatica y Morales                    | Tatica y Morales                    |
| 10                            |                                |                                     | Esteban                             | Esteban                             | Pipe, Madrid y Acho                 | Pipe, Madrid y Acho                 |
| 11                            | Ángela                         | Ángela                              | Esteban y Cami                      | Esteban y Cami                      | Galo, Karen y Morales               | Galo, Karen y Morales               |
| 12                            |                                |                                     | Dagómez                             | Dagómez                             | Pipe                                | Pipe                                |
| Etapa 4                       |                                |                                     |                                     |                                     |                                     |                                     |
| Semana                        | Equipos                        | Equipos                             | Equipos                             | Equipos                             | Equipos                             | Equipos                             |
| Semana                        | Alpha                          | Alpha                               | Alpha                               | Beta                                | Beta                                | Beta                                |
| 13                            |                                |                                     |                                     |                                     |                                     |                                     |
| 14                            |                                |                                     |                                     | Esteban y Madrid                    | Esteban y Madrid                    | Esteban y Madrid                    |
| 15                            |                                |                                     |                                     | Juan Manuel, Karen, Galo y Cami     | Juan Manuel, Karen, Galo y Cami     | Juan Manuel, Karen, Galo y Cami     |
| 16                            |                                |                                     |                                     | Juan Manuel, Esteban, Madrid y Pipe | Juan Manuel, Esteban, Madrid y Pipe | Juan Manuel, Esteban, Madrid y Pipe |

| Desafío de sentencia y servicios | Desafío de sentencia y servicios | Desafío de sentencia y servicios | Desafío de sentencia y servicios | Desafío de sentencia y servicios | Desafío de sentencia y servicios | Desafío de sentencia y servicios | Desafío de sentencia y servicios | Desafío de sentencia y servicios | Desafío de sentencia y servicios | Desafío de sentencia y servicios | Desafío de sentencia y servicios | Desafío de sentencia y servicios |
| Etapa 2                          | Etapa 2                          | Etapa 2                          | Etapa 2                          | Etapa 2                          | Etapa 2                          | Etapa 2                          | Etapa 2                          | Etapa 2                          | Etapa 2                          | Etapa 2                          | Etapa 2                          | Etapa 2                          |
| Semana                           |                                  |                                  |                                  |                                  |                                  |                                  |                                  |                                  |                                  |                                  |                                  |                                  |
| Semana                           | Equipos                          | Equipos                          | Equipos                          | Equipos                          | Equipos                          | Equipos                          | Equipos                          | Equipos                          | Equipos                          | Equipos                          | Equipos                          | Equipos                          |
| -------------------------------- | -------------------------------- | -------------------------------- | -------------------------------- | -------------------------------- | -------------------------------- | -------------------------------- | -------------------------------- | -------------------------------- | -------------------------------- | -------------------------------- | -------------------------------- | -------------------------------- |
| Semana                           | Alpha                            | Alpha                            | Alpha                            | Beta                             | Beta                             | Beta                             | Gamma                            | Gamma                            | Gamma                            | Omega                            | Omega                            | Omega                            |
| 1                                | Tiffi, Laura, CJ y Mono          | Tiffi, Laura, CJ y Mono          | Tiffi, Laura, CJ y Mono          | Sonia, Yatu, Esteban y Dagómez   | Sonia, Yatu, Esteban y Dagómez   | Sonia, Yatu, Esteban y Dagómez   | Karol, Ángela, Gago y Morales    | Karol, Ángela, Gago y Morales    | Karol, Ángela, Gago y Morales    | Karen, Tatica, Carlos y Galo     | Karen, Tatica, Carlos y Galo     | Karen, Tatica, Carlos y Galo     |
| 2                                | Gaby y Juan David                | Gaby y Juan David                | Gaby y Juan David                | Cami y Dagómez                   | Cami y Dagómez                   | Cami y Dagómez                   | Razza                            | Razza                            | Razza                            | Madrid                           | Madrid                           | Madrid                           |
| 3                                | Paola, Tiffi, Mono y Olímpico    | Paola, Tiffi, Mono y Olímpico    | Paola, Tiffi, Mono y Olímpico    | Cami, Sonia, Esteban y Tin       | Cami, Sonia, Esteban y Tin       | Cami, Sonia, Esteban y Tin       | Karol, Acho y Gago               | Karol, Acho y Gago               | Karol, Acho y Gago               | Karen                            | Karen                            | Karen                            |
| 4                                | Carito, Paola, CJ y Juan David   | Carito, Paola, CJ y Juan David   | Carito, Paola, CJ y Juan David   | Cami, Yatu, Esteban y Tin        | Cami, Yatu, Esteban y Tin        | Cami, Yatu, Esteban y Tin        | Morales                          | Morales                          | Morales                          | Madrid                           | Madrid                           | Madrid                           |
| Etapa 3                          |                                  |                                  |                                  |                                  |                                  |                                  |                                  |                                  |                                  |                                  |                                  |                                  |
| Semana                           |                                  |                                  |                                  |                                  |                                  |                                  |                                  |                                  |                                  |                                  |                                  |                                  |
| Equipos                          |                                  |                                  |                                  |                                  |                                  |                                  |                                  |                                  |                                  |                                  |                                  |                                  |
| Alpha                            | Alpha                            | Alpha                            | Alpha                            | Beta                             | Beta                             | Beta                             | Beta                             | Omega                            | Omega                            | Omega                            | Omega                            |                                  |
| 5                                | Karol y Mono                     | Karol y Mono                     | Karol y Mono                     | Karol y Mono                     | Sofía y Esteban                  | Sofía y Esteban                  | Sofía y Esteban                  | Sofía y Esteban                  | Karen y Galo                     | Karen y Galo                     | Karen y Galo                     | Karen y Galo                     |
| 6                                | Ángela y Juanda                  | Ángela y Juanda                  | Ángela y Juanda                  | Ángela y Juanda                  | Cami                             | Cami                             | Cami                             | Cami                             | Meli y Acho                      | Meli y Acho                      | Meli y Acho                      | Meli y Acho                      |
| 7                                | Karol y Mono                     | Karol y Mono                     | Karol y Mono                     | Karol y Mono                     |                                  |                                  |                                  |                                  | Tatica y Acho                    | Tatica y Acho                    | Tatica y Acho                    | Tatica y Acho                    |
| 8                                | Paola                            | Paola                            | Paola                            | Paola                            |                                  |                                  |                                  |                                  | Meli y Acho                      | Meli y Acho                      | Meli y Acho                      | Meli y Acho                      |
| 9                                |                                  |                                  |                                  |                                  |                                  |                                  |                                  |                                  | Meli y Acho                      | Meli y Acho                      | Meli y Acho                      | Meli y Acho                      |
| 10                               |                                  |                                  |                                  |                                  | Juan Manuel                      | Juan Manuel                      | Juan Manuel                      | Juan Manuel                      | Galo, Meli y Morales             | Galo, Meli y Morales             | Galo, Meli y Morales             | Galo, Meli y Morales             |
| 11                               |                                  |                                  |                                  |                                  | Dagomez                          | Dagomez                          | Dagomez                          | Dagomez                          | Pipe y Acho                      | Pipe y Acho                      | Pipe y Acho                      | Pipe y Acho                      |
| 12                               | Ángela                           | Ángela                           | Ángela                           | Ángela                           | Cami y Esteban                   | Cami y Esteban                   | Cami y Esteban                   | Cami y Esteban                   | Karen y Morales                  | Karen y Morales                  | Karen y Morales                  | Karen y Morales                  |
| Etapa 4                          |                                  |                                  |                                  |                                  |                                  |                                  |                                  |                                  |                                  |                                  |                                  |                                  |
| Semana                           |                                  |                                  |                                  |                                  |                                  |                                  |                                  |                                  |                                  |                                  |                                  |                                  |
| Equipos                          |                                  |                                  |                                  |                                  |                                  |                                  |                                  |                                  |                                  |                                  |                                  |                                  |
| Alpha                            | Alpha                            | Alpha                            | Alpha                            | Alpha                            | Alpha                            | Beta                             | Beta                             | Beta                             | Beta                             | Beta                             | Beta                             |                                  |
| 13                               |                                  |                                  |                                  |                                  |                                  |                                  |                                  |                                  |                                  |                                  |                                  |                                  |
| 14                               | Meli, Sonia y Tiffy              | Meli, Sonia y Tiffy              | Meli, Sonia y Tiffy              | Meli, Sonia y Tiffy              | Meli, Sonia y Tiffy              | Meli, Sonia y Tiffy              | Karen, Cami, Paola Madrid y Galo | Karen, Cami, Paola Madrid y Galo | Karen, Cami, Paola Madrid y Galo | Karen, Cami, Paola Madrid y Galo | Karen, Cami, Paola Madrid y Galo | Karen, Cami, Paola Madrid y Galo |
| 15                               |                                  |                                  |                                  |                                  |                                  |                                  | Esteban, Madrid, Pipe y Paola    | Esteban, Madrid, Pipe y Paola    | Esteban, Madrid, Pipe y Paola    | Esteban, Madrid, Pipe y Paola    | Esteban, Madrid, Pipe y Paola    | Esteban, Madrid, Pipe y Paola    |
| 16                               |                                  |                                  |                                  |                                  |                                  |                                  | Galo, Juan Manuel, Pipe y Paola  | Galo, Juan Manuel, Pipe y Paola  | Galo, Juan Manuel, Pipe y Paola  | Galo, Juan Manuel, Pipe y Paola  | Galo, Juan Manuel, Pipe y Paola  | Galo, Juan Manuel, Pipe y Paola  |

| Desafío de sentencia y bienestar | Desafío de sentencia y bienestar    | Desafío de sentencia y bienestar    | Desafío de sentencia y bienestar    | Desafío de sentencia y bienestar    | Desafío de sentencia y bienestar    | Desafío de sentencia y bienestar    | Desafío de sentencia y bienestar     | Desafío de sentencia y bienestar     | Desafío de sentencia y bienestar     | Desafío de sentencia y bienestar     | Desafío de sentencia y bienestar     | Desafío de sentencia y bienestar     |
| Etapa 2                          | Etapa 2                             | Etapa 2                             | Etapa 2                             | Etapa 2                             | Etapa 2                             | Etapa 2                             | Etapa 2                              | Etapa 2                              | Etapa 2                              | Etapa 2                              | Etapa 2                              | Etapa 2                              |
| Semana                           |                                     |                                     |                                     |                                     |                                     |                                     |                                      |                                      |                                      |                                      |                                      |                                      |
| Semana                           | Equipos                             | Equipos                             | Equipos                             | Equipos                             | Equipos                             | Equipos                             | Equipos                              | Equipos                              | Equipos                              | Equipos                              | Equipos                              | Equipos                              |
| -------------------------------- | ----------------------------------- | ----------------------------------- | ----------------------------------- | ----------------------------------- | ----------------------------------- | ----------------------------------- | ------------------------------------ | ------------------------------------ | ------------------------------------ | ------------------------------------ | ------------------------------------ | ------------------------------------ |
| Semana                           | Alpha                               | Alpha                               | Alpha                               | Beta                                | Beta                                | Beta                                | Gamma                                | Gamma                                | Gamma                                | Omega                                | Omega                                | Omega                                |
| 1                                | Gaby, Carito, Olímpico y Juan David | Gaby, Carito, Olímpico y Juan David | Gaby, Carito, Olímpico y Juan David | Sofía, Cami, Tin y Juan Manuel      | Sofía, Cami, Tin y Juan Manuel      | Sofía, Cami, Tin y Juan Manuel      | Meli, Vane, Razza y Acho             | Meli, Vane, Razza y Acho             | Meli, Vane, Razza y Acho             | Paola, Madrid, Pipe y Tatán          | Paola, Madrid, Pipe y Tatán          | Paola, Madrid, Pipe y Tatán          |
| 2                                | Laura y Olímpico                    | Laura y Olímpico                    | Laura y Olímpico                    | Sonia y Juan Manuel                 | Sonia y Juan Manuel                 | Sonia y Juan Manuel                 | Acho                                 | Acho                                 | Acho                                 | Tatica                               | Tatica                               | Tatica                               |
| 3                                | Carito, CJ y Juan David             | Carito, CJ y Juan David             | Carito, CJ y Juan David             | Yatu, Dagómez y Juan Manuel         | Yatu, Dagómez y Juan Manuel         | Yatu, Dagómez y Juan Manuel         | Razza y Morales                      | Razza y Morales                      | Razza y Morales                      |                                      |                                      |                                      |
| 4                                | Carito, Laura, Mono y Olímpico      | Carito, Laura, Mono y Olímpico      | Carito, Laura, Mono y Olímpico      | Sofía, Sonia, Dagómez y Juan Manuel | Sofía, Sonia, Dagómez y Juan Manuel | Sofía, Sonia, Dagómez y Juan Manuel | Gago                                 | Gago                                 | Gago                                 | Karen                                | Karen                                | Karen                                |
| Etapa 3                          |                                     |                                     |                                     |                                     |                                     |                                     |                                      |                                      |                                      |                                      |                                      |                                      |
| Semana                           |                                     |                                     |                                     |                                     |                                     |                                     |                                      |                                      |                                      |                                      |                                      |                                      |
| Equipos                          |                                     |                                     |                                     |                                     |                                     |                                     |                                      |                                      |                                      |                                      |                                      |                                      |
| Alpha                            | Alpha                               | Alpha                               | Alpha                               | Beta                                | Beta                                | Beta                                | Beta                                 | Omega                                | Omega                                | Omega                                | Omega                                |                                      |
| 5                                | Paola y Olímpico                    | Paola y Olímpico                    | Paola y Olímpico                    | Paola y Olímpico                    | Sonia y Tin                         | Sonia y Tin                         | Sonia y Tin                          | Sonia y Tin                          | Tatica y Pipe                        | Tatica y Pipe                        | Tatica y Pipe                        | Tatica y Pipe                        |
| 6                                | Karol y Mono                        | Karol y Mono                        | Karol y Mono                        | Karol y Mono                        | Laura                               | Laura                               | Laura                                | Laura                                | Tatica y Galo                        | Tatica y Galo                        | Tatica y Galo                        | Tatica y Galo                        |
| 7                                | Paola y Juan David                  | Paola y Juan David                  | Paola y Juan David                  | Paola y Juan David                  |                                     |                                     |                                      |                                      | Karen y Galo                         | Karen y Galo                         | Karen y Galo                         | Karen y Galo                         |
| 8                                | Karol                               | Karol                               | Karol                               | Karol                               |                                     |                                     |                                      |                                      | Tatica y Morales                     | Tatica y Morales                     | Tatica y Morales                     | Tatica y Morales                     |
| 9                                | Paola y Ángela                      | Paola y Ángela                      | Paola y Ángela                      | Paola y Ángela                      | Sofia y Camila                      | Sofia y Camila                      | Sofia y Camila                       | Sofia y Camila                       | Tatica, Madrid, Karen y Galo         | Tatica, Madrid, Karen y Galo         | Tatica, Madrid, Karen y Galo         | Tatica, Madrid, Karen y Galo         |
| 10                               | Mono                                | Mono                                | Mono                                | Mono                                | Dagómez y Esteban                   | Dagómez y Esteban                   | Dagómez y Esteban                    | Dagómez y Esteban                    | Pipe, Galo, Karen y Acho             | Pipe, Galo, Karen y Acho             | Pipe, Galo, Karen y Acho             | Pipe, Galo, Karen y Acho             |
| 11                               |                                     |                                     |                                     |                                     | Juan Manuel                         | Juan Manuel                         | Juan Manuel                          | Juan Manuel                          | Galo y Morales                       | Galo y Morales                       | Galo y Morales                       | Galo y Morales                       |
| 12                               |                                     |                                     |                                     |                                     | Juan Manuel                         | Juan Manuel                         | Juan Manuel                          | Juan Manuel                          | Acho                                 | Acho                                 | Acho                                 | Acho                                 |
| Etapa 4                          |                                     |                                     |                                     |                                     |                                     |                                     |                                      |                                      |                                      |                                      |                                      |                                      |
| Semana                           |                                     |                                     |                                     |                                     |                                     |                                     |                                      |                                      |                                      |                                      |                                      |                                      |
| Equipos                          |                                     |                                     |                                     |                                     |                                     |                                     |                                      |                                      |                                      |                                      |                                      |                                      |
| Alpha                            | Alpha                               | Alpha                               | Alpha                               | Alpha                               | Alpha                               | Beta                                | Beta                                 | Beta                                 | Beta                                 | Beta                                 | Beta                                 |                                      |
| 13                               | Olimpico, Acho, Mono y Morales      | Olimpico, Acho, Mono y Morales      | Olimpico, Acho, Mono y Morales      | Olimpico, Acho, Mono y Morales      | Olimpico, Acho, Mono y Morales      | Olimpico, Acho, Mono y Morales      | Juan Manuel, Pipe, Esteban y Dagómez | Juan Manuel, Pipe, Esteban y Dagómez | Juan Manuel, Pipe, Esteban y Dagómez | Juan Manuel, Pipe, Esteban y Dagómez | Juan Manuel, Pipe, Esteban y Dagómez | Juan Manuel, Pipe, Esteban y Dagómez |
| 14                               |                                     |                                     |                                     |                                     |                                     |                                     | Cami y Esteban                       | Cami y Esteban                       | Cami y Esteban                       | Cami y Esteban                       | Cami y Esteban                       | Cami y Esteban                       |
| 15                               |                                     |                                     |                                     |                                     |                                     |                                     | Juan Manuel, Karen, Galo y Cami      | Juan Manuel, Karen, Galo y Cami      | Juan Manuel, Karen, Galo y Cami      | Juan Manuel, Karen, Galo y Cami      | Juan Manuel, Karen, Galo y Cami      | Juan Manuel, Karen, Galo y Cami      |
| 16                               |                                     |                                     |                                     |                                     |                                     |                                     | Esteban, Juan Manuel, Karen y Galo   | Esteban, Juan Manuel, Karen y Galo   | Esteban, Juan Manuel, Karen y Galo   | Esteban, Juan Manuel, Karen y Galo   | Esteban, Juan Manuel, Karen y Galo   | Esteban, Juan Manuel, Karen y Galo   |

| Desafío de sentencia, premio y castigo | Desafío de sentencia, premio y castigo | Desafío de sentencia, premio y castigo | Desafío de sentencia, premio y castigo | Desafío de sentencia, premio y castigo | Desafío de sentencia, premio y castigo | Desafío de sentencia, premio y castigo |
| Etapa 2                                | Etapa 2                                | Etapa 2                                | Etapa 2                                | Etapa 2                                | Etapa 2                                | Etapa 2                                |
| Semana                                 | Equipos                                | Equipos                                | Equipos                                | Equipos                                | Equipos                                | Equipos                                |
| -------------------------------------- | -------------------------------------- | -------------------------------------- | -------------------------------------- | -------------------------------------- | -------------------------------------- | -------------------------------------- |
| Semana                                 | Alpha                                  | Beta                                   | Beta                                   | Gamma                                  | Gamma                                  | Omega                                  |
| 1                                      |                                        |                                        |                                        |                                        |                                        |                                        |
| 2                                      | Carito y CJ                            | Cami y Esteban                         | Cami y Esteban                         | Morales                                | Morales                                | Karen                                  |
| 3                                      | Laura, Paola, Olímpico y Mono          | Sofía, Sonia, Esteban y Tin            | Sofía, Sonia, Esteban y Tin            | Ángela, Acho y Gago                    | Ángela, Acho y Gago                    | Madrid                                 |
| 4                                      | CJ, Juan David, Laura y Paola          | Cami, Esteban, Tin y Yatu              | Cami, Esteban, Tin y Yatu              | Acho                                   | Acho                                   | Tatica                                 |
| Etapa 3                                |                                        |                                        |                                        |                                        |                                        |                                        |
| Semana                                 | Equipos                                | Equipos                                | Equipos                                | Equipos                                | Equipos                                | Equipos                                |
| Semana                                 | Alpha                                  | Alpha                                  | Beta                                   | Beta                                   | Omega                                  | Omega                                  |
| 5                                      |                                        |                                        |                                        |                                        |                                        |                                        |
| 6                                      | Ángela y Juanda                        | Ángela y Juanda                        | Cami                                   | Cami                                   | Madrid y Pipe                          | Madrid y Pipe                          |
| 7                                      | Karol y Gago                           | Karol y Gago                           |                                        |                                        | Tatica y Morales                       | Tatica y Morales                       |
| 8                                      | Ángela                                 | Ángela                                 |                                        |                                        | Karen y Galo                           | Karen y Galo                           |
| 9                                      |                                        |                                        |                                        |                                        | Meli y Pipe                            | Meli y Pipe                            |
| 10                                     | Ángela                                 | Ángela                                 | Juan Manuel y Sofia                    | Juan Manuel y Sofia                    | Morales, Tatica, Meli y Pipe           | Morales, Tatica, Meli y Pipe           |
| 11                                     |                                        |                                        | Esteban                                | Esteban                                | Acho y Pipe                            | Acho y Pipe                            |
| 12                                     | Ángela                                 | Ángela                                 | Sofia                                  | y Esteban                              | Madrid                                 | y Morales                              |
| Etapa 4                                |                                        |                                        |                                        |                                        |                                        |                                        |
| Semana                                 | Equipos                                | Equipos                                | Equipos                                | Equipos                                | Equipos                                | Equipos                                |
| Semana                                 | Alpha                                  | Alpha                                  | Alpha                                  | Beta                                   | Beta                                   | Beta                                   |
| 13                                     | Morales                                | Morales                                | Morales                                | Dagómez                                | Dagómez                                | Dagómez                                |
| 14                                     |                                        |                                        |                                        | Madrid y Pipe                          | Madrid y Pipe                          | Madrid y Pipe                          |
| 15                                     |                                        |                                        |                                        | Esteban, Madrid, Pipe y Paola          | Esteban, Madrid, Pipe y Paola          | Esteban, Madrid, Pipe y Paola          |
| 16                                     |                                        |                                        |                                        | Esteban, Galo, Madrid y Pipe           | Esteban, Galo, Madrid y Pipe           | Esteban, Galo, Madrid y Pipe           |

Leyenda
     Es eximido para igualar el número de participantes en un equipo.
     No es seleccionado para representar al equipo en la prueba.
     No compite por accidente o enfermedad.

## Audiencia
| Registro del Índice de audiencia | Registro del Índice de audiencia | Registro del Índice de audiencia                                          | Registro del Índice de audiencia | Registro del Índice de audiencia |
| Ep N°                            | Fecha                            | Descripción                                                               | Rating Personas                  | Posición                         |
| marzo                            | marzo                            | marzo                                                                     | marzo                            | marzo                            |
| -------------------------------- | -------------------------------- | ------------------------------------------------------------------------- | -------------------------------- | -------------------------------- |
| 1                                | 15/3/2021                        | Desafío de Capitanes / Desafío de permanencia                             | 11.4                             | Primero                          |
| 2                                | 16/3/2021                        | Desafío de sentencia y hambre / Desafío de sentencia y servicios          | 11.9                             | Primero                          |
| 3                                | 17/3/2021                        | Desafío de sentencia y bienestar / Desafío de sentencia, premio y castigo | 11.0                             | Segundo                          |
| 4                                | 18/3/2021                        | Desafío a Muerte / Desafío de sentencia y hambre                          | 11.9                             | Primero                          |
| 5                                | 19/3/2021                        | Desafío de sentencia y servicios / Desafío de sentencia y bienestar       | 10.4                             | Segundo                          |
| 6                                | 23/3/2021                        | Desafío de sentencia, premio y castigo / Desafío a Muerte                 | 11.5                             | Primero                          |
| 7                                | 24/3/2021                        | Desafío a Muerte / Desafío de sentencia y hambre                          | 12.0                             | Primero                          |
| 8                                | 25/3/2021                        | Desafío de sentencia y servicios / Desafío de sentencia y bienestar       | 11.1                             | Primero                          |
| 9                                | 26/3/2021                        | Desafío de sentencia, premio y castigo                                    | 10.9                             | Primero                          |
| 10                               | 29/3/2021                        | Desafío a Muerte                                                          | 10.0                             | Segundo                          |
| 11                               | 30/3/2021                        | Desafío de sentencia y hambre                                             | 9.6                              | Segundo                          |
| 12                               | 31/3/2021                        | Desafío de sentencia y servicios                                          | 9.0                              | Tercero                          |
| abril                            |                                  |                                                                           |                                  |                                  |
| 13                               | 5/4/2021                         | Desafío de sentencia y bienestar                                          | 11.8                             | Primero                          |
| 14                               | 6/4/2021                         | Desafío de sentencia, premio y castigo                                    | 10.7                             | Segundo                          |
| 15                               | 7/4/2021                         | Desafío a Muerte                                                          | 10.6                             | Segundo                          |
| 16                               | 8/4/2021                         | Desafío de Capitanas                                                      | 11.0                             | Segundo                          |
| 17                               | 9/4/2021                         | Desafío de sentencia y hambre                                             | 10.0                             | Segundo                          |
| 18                               | 12/4/2021                        | Desafío de sentencia y servicios                                          | 10.8                             | Primero                          |
| 19                               | 13/4/2021                        | Desafío de sentencia y bienestar                                          | 10.8                             | Primero                          |
| 20                               | 14/4/2021                        | Desafío de sentencia, premio y castigo                                    | 9.9                              | Segundo                          |
| 21                               | 15/4/2021                        | Desafío a Muerte                                                          | 9.9                              | Segundo                          |
| 22                               | 16/4/2021                        | Desafío de sentencia y hambre                                             | 10.1                             | Primero                          |
| 23                               | 19/4/2021                        | Desafío de sentencia y servicios                                          | 10.2                             | Segundo                          |
| 24                               | 20/4/2021                        | Desafío de sentencia y bienestar                                          | 10.6                             | Segundo                          |
| 25                               | 21/4/2021                        | Desafío de sentencia, premio y castigo                                    | 10.7                             | Primero                          |
| 26                               | 22/4/2021                        | Desafío a Muerte                                                          | 9.9                              | Segundo                          |
| 27                               | 23/4/2021                        | Desafío de sentencia y hambre                                             | 10.6                             | Segundo                          |
| 28                               | 26/4/2021                        | Desafío de sentencia y servicios                                          | 12.4                             | Segundo                          |
| 29                               | 27/4/2021                        | Desafío de sentencia y bienestar                                          | 11.4                             | Segundo                          |
| 30                               | 28/4/2021                        | Desafío de sentencia, premio y castigo                                    | 11.7                             | Segundo                          |
| 31                               | 29/4/2021                        | Desafío a Muerte                                                          | 12.8                             | Segundo                          |
| 32                               | 30/4/2021                        | Desafío de sentencia y hambre                                             | 11.0                             | Segundo                          |
| mayo                             |                                  |                                                                           |                                  |                                  |
| 33                               | 3/5/2021                         | Desafío de sentencia y servicios                                          | 12.2                             | Primero                          |
| 34                               | 4/5/2021                         | Desafío de sentencia y bienestar                                          | 11.5                             | Segundo                          |
| 35                               | 5/5/2021                         | Desafío de sentencia, premio y castigo                                    | 12.2                             | Segundo                          |
| 36                               | 6/5/2021                         | Desafío a Muerte                                                          | 12.2                             | Segundo                          |
| 37                               | 7/5/2021                         | Desafío de sentencia y hambre                                             | 11.8                             | Primero                          |
| 38                               | 10/5/2021                        | Desafío de sentencia y servicios / Desafío de sentencia y bienestar       | 14.3                             | Primero                          |
| 39                               | 11/5/2021                        | Desafío de sentencia, premio y castigo / Desafío a Muerte                 | 13.5                             | Primero                          |
| 40                               | 12/5/2021                        | Desafío de sentencia y hambre                                             | 13.6                             | Primero                          |
| 41                               | 13/5/2021                        | Desafío de sentencia y servicios                                          | 12.7                             | Primero                          |
| 42                               | 14/5/2021                        | Desafío de sentencia y bienestar                                          | 12.1                             | Primero                          |
| 43                               | 18/5/2021                        | Desafío de sentencia, premio y castigo                                    | 12.9                             | Primero                          |
| 44                               | 19/5/2021                        | Desafío a Muerte                                                          | 12.5                             | Primero                          |
| 45                               | 20/5/2021                        | Desafío de sentencia y hambre                                             | 12.6                             | Primero                          |
| 46                               | 21/5/2021                        | Desafío de sentencia y bienestar                                          | 12.1                             | Primero                          |
| 47                               | 24/5/2021                        | Desafío de sentencia y servicios                                          | 12.4                             | Primero                          |
| 48                               | 25/5/2021                        | Desafío de sentencia, premio y castigo                                    | 12.9                             | Primero                          |
| 49                               | 26/5/2021                        | Desafío a Muerte                                                          | 12.6                             | Primero                          |
| 50                               | 27/5/2021                        | Desafío de sentencia y hambre                                             | 12.7                             | Primero                          |
| 51                               | 28/5/2021                        | Desafío de sentencia y bienestar                                          | 11.7                             | Primero                          |
| 52                               | 31/5/2021                        | Desafío de sentencia y servicios                                          | 13.1                             | Primero                          |
| junio                            |                                  |                                                                           |                                  |                                  |
| 53                               | 1/6/2021                         | Desafío de sentencia, premio y castigo                                    | 13.2                             | Primero                          |
| 54                               | 2/6/2021                         | Desafío a Muerte                                                          | 13.6                             | Primero                          |
| 55                               | 9/6/2021                         | Desafío de Capitanes                                                      | 13.8                             | Primero                          |
| 56                               | 10/6/2021                        | Desafío de sentencia y hambre                                             | 12.5                             | Primero                          |
| 57                               | 11/6/2021                        | Desafío de sentencia y servicios                                          | 11.8                             | Primero                          |
| 58                               | 15/6/2021                        | Desafío de sentencia y bienestar                                          | 12.7                             | Primero                          |
| 59                               | 16/6/2021                        | Desafío de sentencia, premio y castigo                                    | 13.1                             | Primero                          |
| 60                               | 17/6/2021                        | Desafío a Muerte                                                          | 12.6                             | Primero                          |
| 61                               | 18/6/2021                        | Desafío de sentencia y hambre                                             | 11.4                             | Primero                          |
| 62                               | 21/6/2021                        | Desafío de sentencia y servicios                                          | 11.9                             | Primero                          |
| 63                               | 22/6/2021                        | Desafío de sentencia y bienestar                                          | 12.3                             | Primero                          |
| 64                               | 24/6/2021                        | Desafío de sentencia, premio y castigo                                    | 12.5                             | Primero                          |
| 65                               | 25/6/2021                        | Desafío a Muerte                                                          | 12.3                             | Primero                          |
| 66                               | 28/6/2021                        | Desafío de sentencia y hambre                                             | 12.1                             | Primero                          |
| 67                               | 29/6/2021                        | Desafío de sentencia y servicios                                          | 11.3                             | Primero                          |
| 68                               | 30/6/2021                        | Desafío de sentencia y bienestar                                          | 12.0                             | Primero                          |
| julio                            |                                  |                                                                           |                                  |                                  |
| 69                               | 1/7/2021                         | Desafío de sentencia, premio y castigo                                    | 11.7                             | Primero                          |
| 70                               | 7/7/2021                         | Desafío a Muerte                                                          | 11.9                             | Primero                          |
| 71                               | 8/7/2021                         | Desafío de sentencia y hambre                                             | 12.4                             | Primero                          |
| 72                               | 12/7/2021                        | Desafío de sentencia y servicios                                          | 12.3                             | Primero                          |
| 73                               | 13/7/2021                        | Desafío de sentencia y bienestar                                          | 12.1                             | Primero                          |
| 74                               | 14/7/2021                        | Desafío de sentencia, premio y castigo                                    | 12.0                             | Primero                          |
| 75                               | 15/7/2021                        | Desafío a Muerte                                                          | 11.5                             | Primero                          |
| 76                               | 16/7/2021                        | Semifinal Mujeres                                                         | 12.3                             | Primero                          |
| 77                               | 19/7/2021                        | Semifinal Hombres                                                         | 12.6                             | Primero                          |
| 78                               | 20/7/2021                        | Final                                                                     | 14.3                             | Primero                          |

Leyenda
     Emisión más vista.
     Emisión menos vista.